# Kantiana

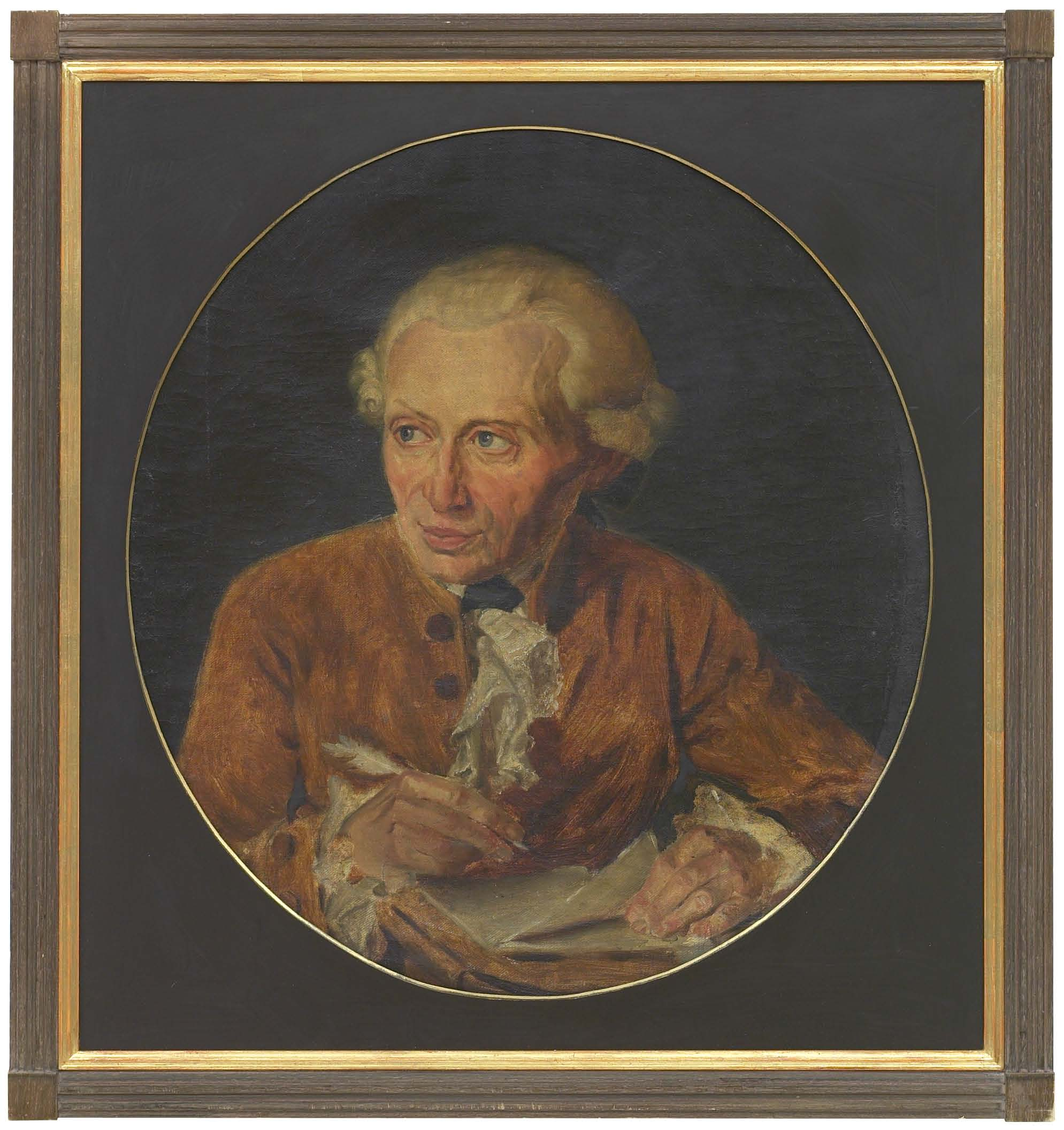
Kant, evtl. von Johannes Heydeck

Kantiana (Neutrum Plural von lat. ,kantianus‘: ,zu Kant gehörig‘) sind die Hinterlassenschaften des Philosophen Immanuel Kant. Neben Schriften, Buchoriginalen und Utensilien zählen dazu im weiteren Sinne auch sein Grab, Denkmäler, Gedenktafeln, Gedenkstätten und Anekdoten. Die Auseinandersetzung mit ihnen reicht von der Kantforschung bis zur Reliquienverehrung. Als lateinisches Adjektiv findet sich das Wort ,kantianus‘ erstmals im Namen der Stoa Kantiana, der ersten Grablege Kants am Königsberger Dom. Wissenschaftliche Verwendung für die Rezeption von Kants Schriften fand er zuerst bei Rudolf Reicke. Die Baltische Föderale Universität Immanuel Kant in Kaliningrad bezeichnet sich als „Kantiana“.

## Wohnhaus in Judtschen

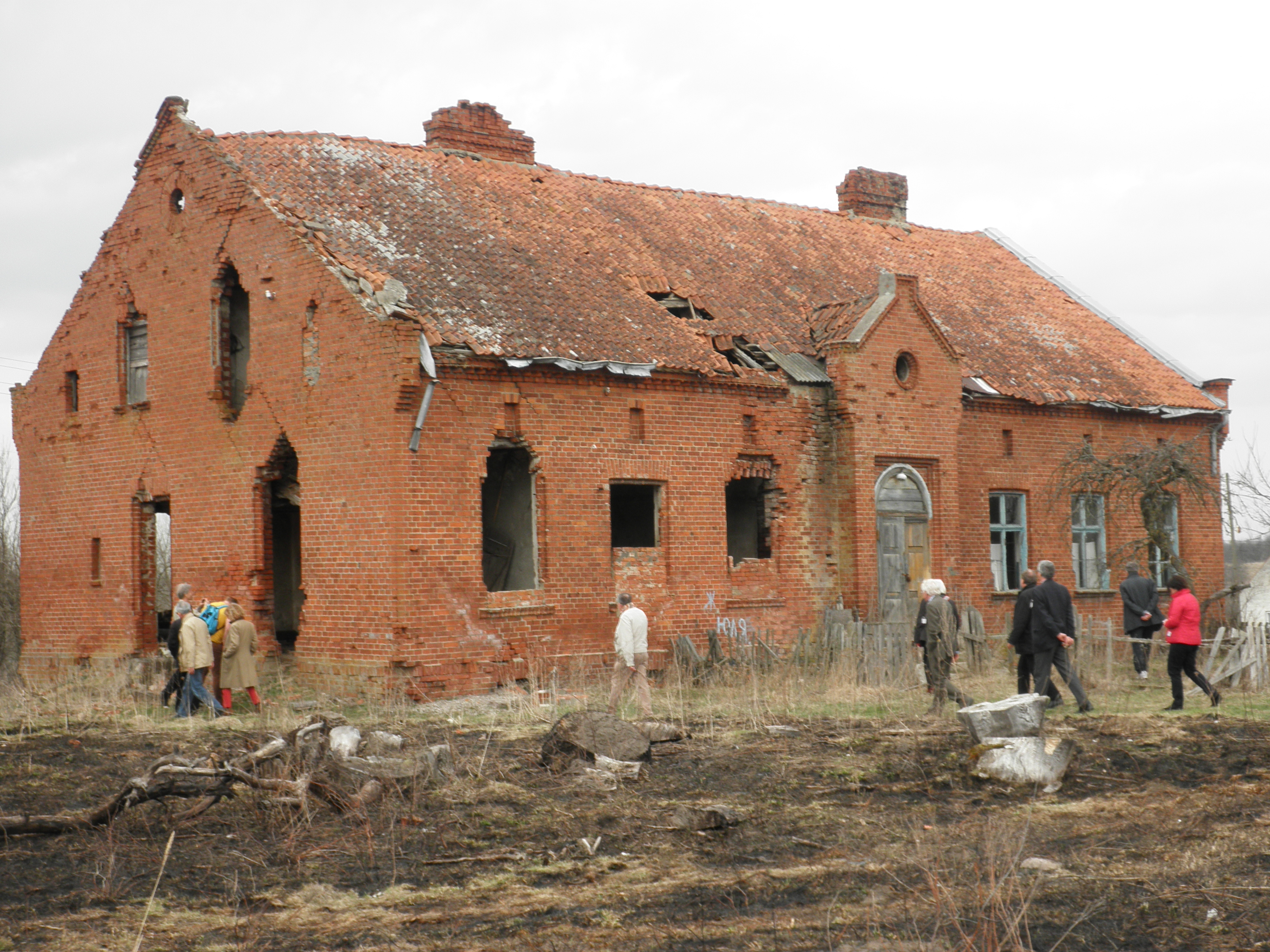
Kant-Haus in Wessjolowka vor Rekonstruktion

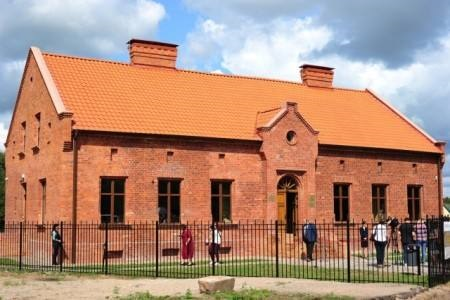
Immanuel-Kant-Museum seit 2018

Von 1747 bis 1750 lebte der junge Kant als Student im Dorf Judtschen (zwischen 1938 und 1946 Kanthausen, heute Wessjolowka) beim Pastor Daniel Ernst Andersch und beim Schulmeister Johann Jacob Challet. Er arbeitete dort als Hauslehrer für deren Söhne und formulierte seine Nebularhypothese zur Entstehung des Sonnensystems, die er 1755 in seiner Schrift Allgemeine Naturgeschichte und Theorie des Himmels darlegte. Nachdem das Gebäude lange Zeit baufällig geblieben war, wurde es nach einem Besuch des russischen Präsidenten Wladimir Putin an der Kaliningrader Universität im Jahr 2013 rekonstruiert. Im Gebäude befindet sich seit dem 16. August 2018 das Immanuel-Kant-Museum (Pfarrhaus) (Musej Immanuila Kanta. Dom pastora).

## Wohnhaus in Königsberg

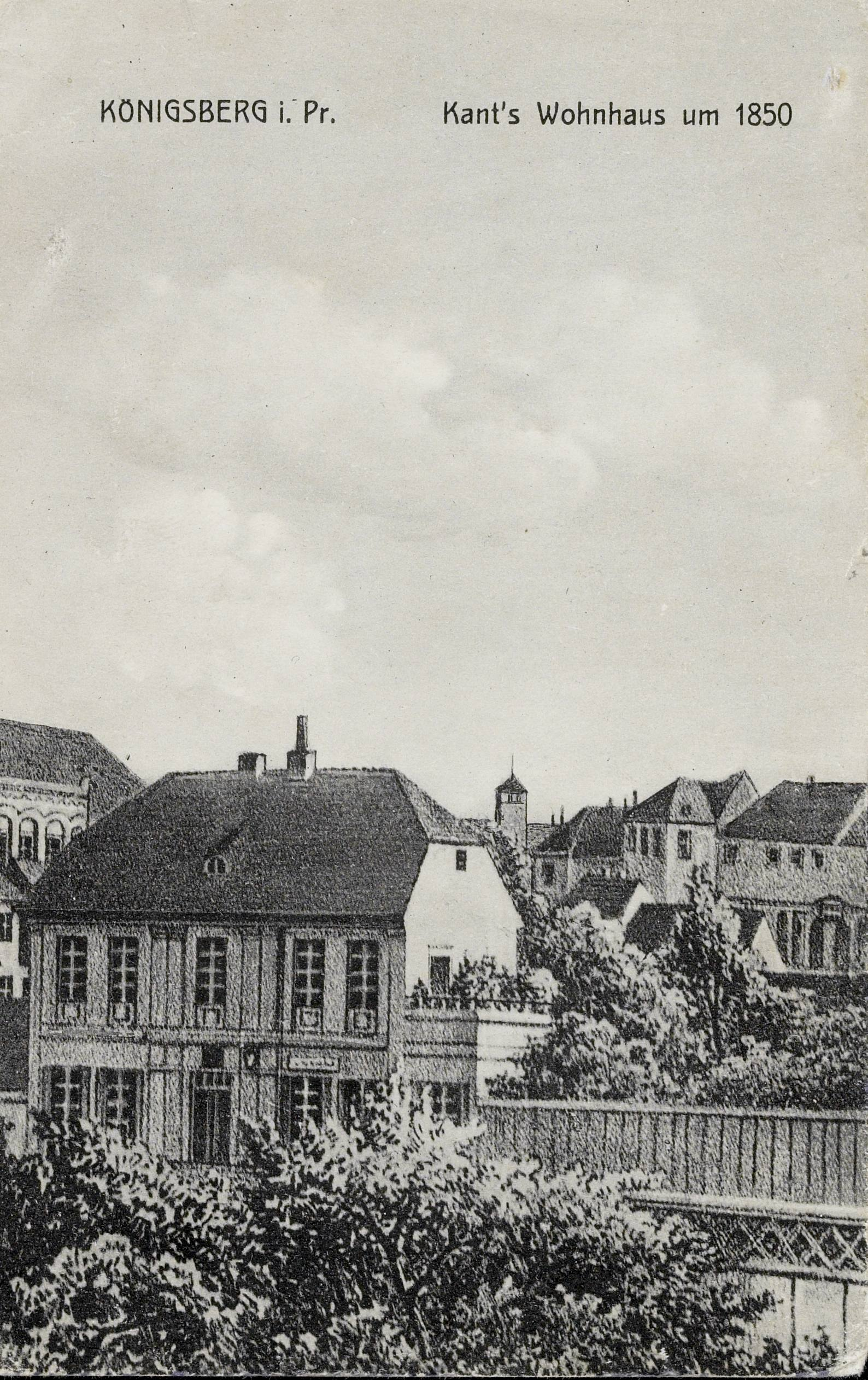
Prinzessinnenstraße (1850)

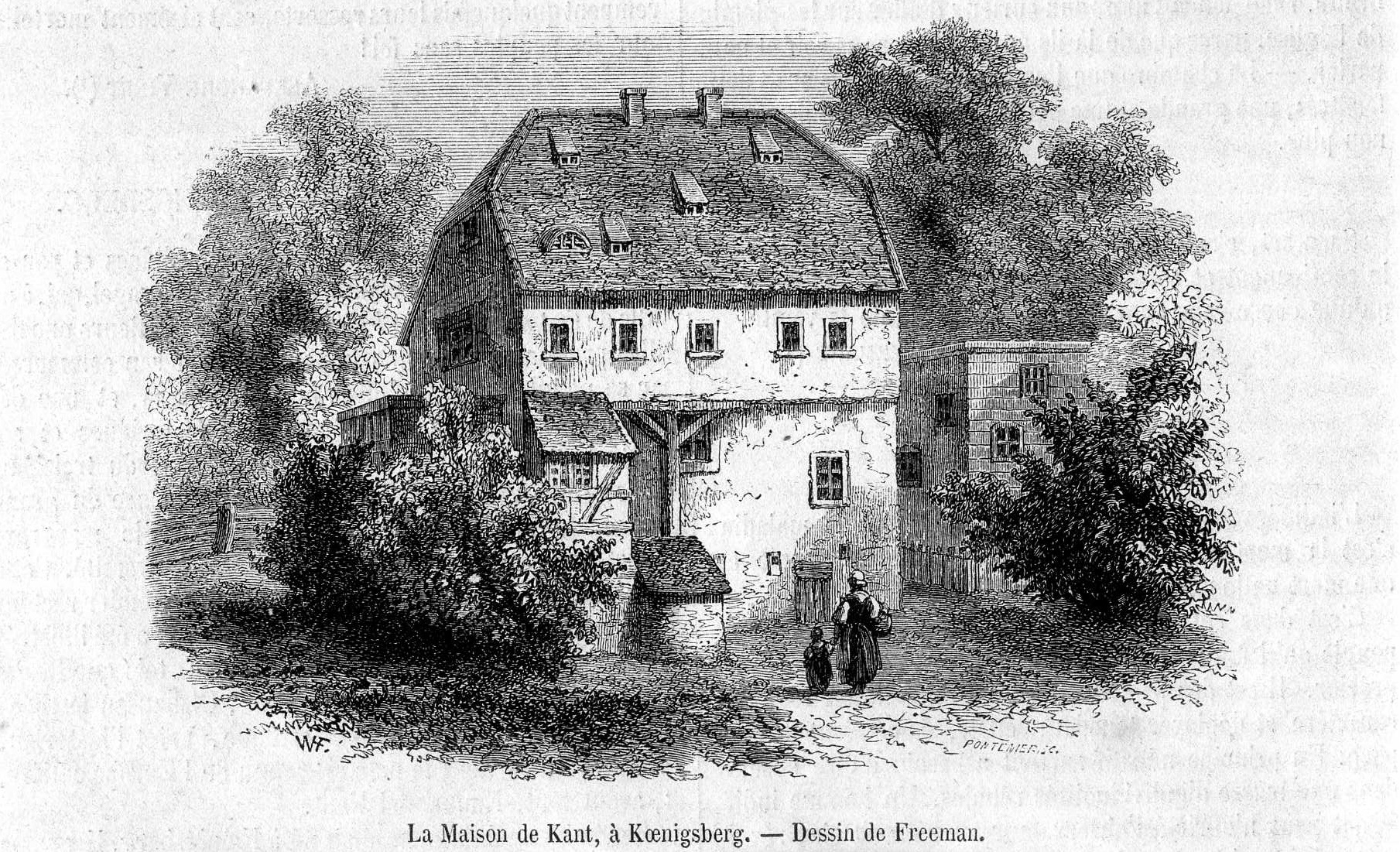
Gartenseite (1852)

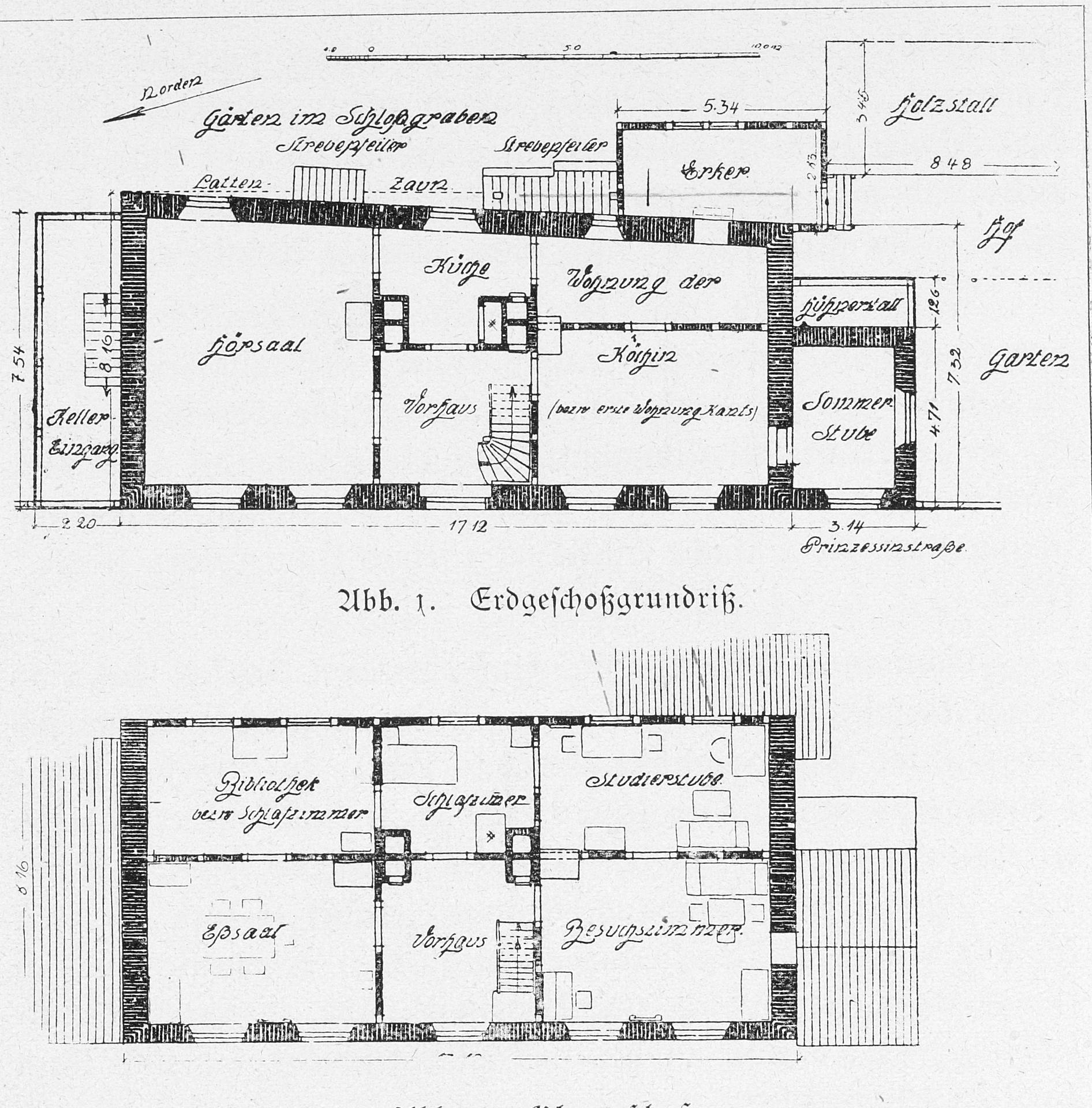
Erdgeschoss und 1. Stock

Im 17. Jahrhundert führte das Grundstück den Namen „alte Landkostmeisterei“ und wurde vom Fiskus an Hans Albrecht von Barfus geschenkt, der es wiederum an Hugenotten verkaufte. Es blieb lange Zeit in Besitz eines Refugiés. Durch Vermittlung des Oberbürgermeisters Theodor Gottlieb von Hippel erstand Kant mit fast 60 Jahren die Alte Landhofmeisterei von den Erben des Porträtmalers Johann Gottlieb Becker. Das Haus war zwischen dem Prinzessinplatz 87/86 (später Prinzessinstraße, ab 1924 Kantstraße) und Schloßgraben gelegen. Nach dem Zeugnis des ehemals in der Königsberger Stadtbibliothek in der Alten Universität aufbewahrten Kaufvertrages erstand Kant das Haus am 30. Dezember 1783 für 5500 Gulden von der Witwe des Porträtmalers Johann Gottlieb Becker (siehe Bildportrait von Kant). Das Haus stand an einem Abhang, die Vorderseite lag höher, die Rückseite tiefer, unmittelbar am Schlossgraben. Die Rückseite des Hauses war unterkellert. Zum Haus gehörten ein Garten und eine Zeit lang ein Hühnerstall. Im Erdgeschoss lagen der Flur (Vorhaus), der Hörsaal, die Wohnung der Köchin und die Küche. Seitlich angebaut war eine Sommerstube. Im Obergeschoss befand sich der Esssaal, die Bibliothek, das Studierzimmer, ein Besuchszimmer und der Schlafraum Kants. Von der Studierstube hatte Kant Ausblick auf die Gärten und das Königsberger Schloss. Am Spätnachmittag pflegte Kant bei seiner Lektüre, wenn langsam die Dämmerung hereinbrach, aus seinem Fenster auf den Löbenichtsche Kirche zu blicken – im Laufe der Zeit wuchsen jedoch die Pappeln seines Nachbarn Nicolovius zu hoch. Auf Bitten Kants fällte dieser die Pappel. Unter dem Dach hatte der Diener Martin Lampe sein Zimmer. Die Wände waren weiß getüncht, die Möbel einfach. Der Hausrat war nicht üppig. Hatte er einmal eine größere Gesellschaft, wurden Lampe und die Köchin Louise Nitzschin, ferner von Lampes Frau und Tochter unterstützt. Weil sein Diener trunksüchtig geworden war, trennte sich Kant 1802 von ihm. Neuer Diener wurde Johannes Kaufmann. Eventuelle Reparaturen oder Anschaffungen überließ Kant dem Pfarrer Ehregott Andreas Wasianski. In diesem Haus wohnte der Philosoph bis zu seinem Tode.
Alles was die Ruhe seines Tagesablaufs störte, musste aus der Sicht Kants beseitigt werden. Kant war schon mehrfach umgezogen, weil er in den vorigen Wohnungen jeweils keine Ruhe fand – etwa einige Jahre zuvor, als es der Hahn eines Nachbarn war, der seine Arbeitsruhe regelmäßig störte. Nun lag am Haus der Schloßgraben und unweit davon das Stadtgefängnis, dessen Insassen zum Absingen geistlicher Lieder angehalten wurden, wovon man sich ihre Besserung erwartete. Verzweifelt aber vergeblich appellierte Kant an den Schlossvogt Schützen, der den Gefangenen ein gutes Zeugnis für ihre Gesangsdarbietungen in Aussicht gestellt hat, dieses alltägliche Ritual abzustellen. Auch als Kant bei seinem Freund Theodor Gottlieb von Hippel der Ältere, dem ersten Bürgermeister der Stadt und Polizeidirektor, vorstellig wurde, um das als störend empfundene Gesangsritual abstellen zu lassen, geschah nichts.
Mit dem Tode Kants wurde das Haus von dem Kaufmann Johann Christoph Richter für 10110 Gulden ersteigert und sofort an Gastwirt Johann Ludwig Meyer verkauft, der eine Wirtschaft mit Billardtisch und Kegelbahn darin einbaute.

„Kants Haus ist verkauft, verkauft an einen Kaffetier. Unter all den wohlhabenden, reichen und sehr reichen Bewohnern meiner Vaterstadt fand sich auch nicht Einer, der das Andenken des Weisen durch den Ankauf und edlern Gebrauch dieses Hauses geehrt hätte; der […] die geringe Summe, für die das Haus verkauft wurde, daran gewagt hätte, dem Landsmanne, um den bessere Zeiten uns beneiden und immer beneiden werden, ein Denkmal zu errichten […] Jetzt klirren Biergläser, tönen bacchantische Gesänge aus dem Saale, aus eben dem Saale, den Jünglinge und Männer sonst mit Ehrfurcht betraten, und er ist besuchter als je!!! […] Über der Thüre des Hauses steht, statt einer Marmortafel mit den Worten: Hier lebte Kant: Au Billiard royal – und niemand ahnet oder ahndet die Schmach dieser Entheiligung!“

Am 30. August 1836 erwarb der Regierungsrat Karl Friedrich Schaller aus Berlin das Kanthaus in einer Zwangsversteigerung für 130 Taler und verkaufte es schon am Tage darauf für 2900 Taler an den Zahnarzt Karl Gustav Doebbelin weiter. Dieser restaurierte das Haus und wandelte es zur Praxis um. Auch brachte er eine Gedenktafel aus dunkelgrauem Marmor an, deren Inschrift lautete: „Immanuel Kant / wohnte und lehrte hier / von 1783 bis 12. Febr. 1804“. Karl Rosenkranz, 1833 auf den Lehrstuhl für Philosophie nach Königsberg berufen und mit Friedrich Wilhelm Schubert Herausgeber von Kants Werken waren die eifrigsten Verfechter für die Nutzung als Kantmuseum.

„Man hätte dies Haus für die Universität kaufen und dem jedesmaligen Inhaber des philosophischen Lehrstuhls als Freiwohnung geben sollen […] In diesem Hause hätte man ein Zimmer dazu arrangieren sollen, die Werke Kants in allen Ausgaben, seine als Manuscript nachgelassenen Schriften und Briefe, die Übersetzungen seiner Werke in fremde Sprachen, die Schriften über Kantsche Philosophie, genug, eine Bibliotheca Kantiana, außerdem eine Büste Kants, alle Bildnisse und Reliquien von ihm, z. B. seinen Zopf und Spazierstock, […] aufzustellen.“

Auf der gegenüberliegenden Seite wurde von der Post das Langewangsche Gebäude erworben und 1849 die Hauptpost errichtet. 1881 verkauften Doebbelins Erben das mittlerweile durch mehrfache Umbauten im Innern veränderte und in eine Häuserzeile eingegliederte Haus, in welchem zuletzt Kaufläden mit Schaufenstern eingerichtet waren. Es wurde gegen den Einspruch der Gesellschaft der Freunde Kants 1893 abgerissen, um einen Erweiterungsbau des Waren- und Kaffeehauses der Firma Liedtke zu errichten. Fritz Gause kommentiert das Zerstörungswerk so:

„Der größte Verlust war der Abbruch von Kants Wohnhaus […] Zwar war das Haus durch Umbauten verschandelt worden, aber es hätte sich in den alten Zustand bringen und als Gedenkstätte herrichten lassen, wenn man es nur gewollt hätte. Leider triumphierte der Geschäftssinn einer Firma, die ihr Kaufhaus vergrößern wollte, über das Gebot der Pietät.“

Als 1931 die Konditorei Gehlhaar ihr Unternehmen, welches durch den Weltversand des echten Königsberger Marzipans berühmt geworden ist, durch den Neubau in der Kantstraße erweiterte, richtete sie einen Orientalischen Kaffee-Salon auf der gegenüberliegenden Straßenseite ein. Kurt Gehlhaar erkannte die Aufmerksamkeit, die durch Kant weltweit auf Königsberg gerichtet wurde. Geschäftssinnig verwies er sofort auf das Nachfolge-Haus von Kants Wohnhaus. Durch das Schiebefenster seines Cafés konnte man das auf der gegenüberliegenden Straßenseite 1924 angebrachte Schild lesen: „An dieser Stelle stand das Haus, in welchem Immanuel Kant 1783 bis 1804 lebte und lehrte.“

## Kants Tagesablauf
Im Alter legte sich Kant einen strikten Tagesablauf zu, um seine Kräfte einzuteilen und zu schonen. Dies dürfe in der Zeit gewesen sein, wo er sein Haus bezog. Für den jungen Kant galt dies nicht.
- Um 4 Uhr 45 Uhr weckte sein Diener Lampe ihn mit dem Stereotyp: „Es ist Zeit!“ Er hatte strikte Anweisung, auch dann auf das Aufstehen des Philosophen zu drängen, wenn dieser gerne weitergeschlafen hätte.
- Um Punkt 5 trank Kant zwei Tassen Tee und rauchte eine Pfeife Tabak und begann seine Vorlesungen vorzubereiten.
- Von 7 bis 9 Uhr morgens fanden seine Vorlesungen statt. Nachdem er sein eigenes Haus besaß im Hörsaal des Erdgeschosses.
- Von 9.00 bis 12.45 arbeitete Kant an seinen Veröffentlichungen.
- Um 12 Uhr 45 begann die Tischgesellschaft. Er erwartete sehnsüchtig seine Gäste und war über Unpünktlichkeit recht ungehalten. Es war dies die einzige volle Mahlzeit des ganzen Tages.
- Um 19 Uhr folgte dann sein Spaziergang. Davor und danach: der Abend – bis um 22 Uhr – war der Lektüre gewidmet.
- Ab 22 Uhr herrschte Bettruhe.[10]

### Kants Tischgesellschaft

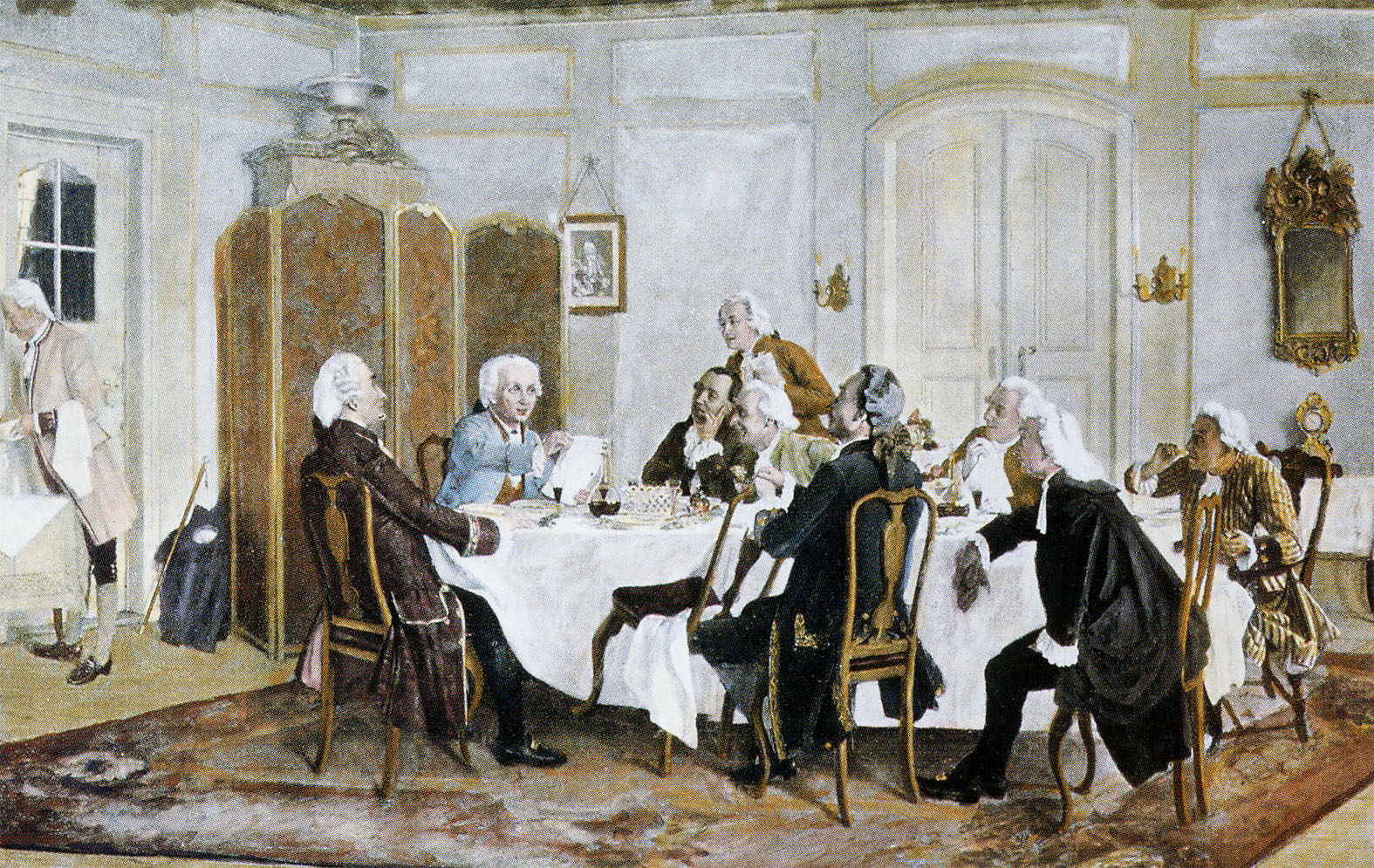
Folgende Königsberger Persönlichkeiten hat Emil Doerstling (von links nach rechts) in seinem Bildwerk festgehalten: Martin Lampe, Johann Konrad Jacoby, Immanuel Kant, Robert Motherby, Christian Jacob Kraus, Johann Georg Hamann, Theodor Gottlieb von Hippel d. Ä., Johann Georg Scheffner, Ludwig Ernst von Borowski, Karl Gottfried Hagen.

So legendär wie die Tafelrunden Friedrich des Großen in Potsdam waren in Königsberg die Tischgesellschaften von Kant, zu der er in der Mittagszeit seine Freunde einlud. In der Regel fanden sich die bestellten Gäste dazu kurz vor eins im Besucherzimmer oder in der Studierstube des Kanthauses ein. Pünktlich, mit dem Schlag eins der Glocke des Schlossturmes betrat der Diener Martin Lampe das Empfangszimmer und informierte die Gäste: „Die Suppe ist auf dem Tisch“. Für Kant war die Tischgesellschaft ein wichtiger Punkt in seinem Tagesablauf und nannte es selbst: „… dem Körper die Ehre geben.“

„Einer der Grundsätze der Einladung war der: Die Zahl der Eingeladenen darf nicht unter der Zahl der Grazien liegen und nicht über der Zahl der Musen, also nicht weniger als drei und nicht mehr als 9. Und es waren in dieser Gesellschaft, die Kant bei sich eingeladen hatte, nie Frauen dabei und bei den Gesprächen in dieser Tischgesellschaft ging es nie um Philosophie. Es ging immer um ein Palaver über die Angelegenheit der Stadt und der Universität. […] Und es wurden natürlich – es waren alles ältere Herrschaften, das darf man nicht vergessen – auch Krankheitsgeschichten ausführlich besprochen. Deshalb waren die bestgelittenen Gäste an dieser Tischgesellschaft Ärzte.“

Das Mahl begann immer mit einer Suppe. Diese war meist mit mürbem Rindfleisch durchsetzt, wozu Kant immer selbst präparierten englischen Senf zu sich nahm. Dann folge der Hauptgang. Zum Abschluss gab es nach Jahreszeit Obst oder leichtes Dessert. Auf einem kleinen Nebentisch befanden sich immer Butter und englischer Käse. So wie die Mahlzeit in drei Gängen eingenommen wurde, so war auch das Thema der Tischgespräche durch die Gänge vorgegeben.

„Kant entgegnete: ‚Bei einer vollen Tafel, wo die Vielheit der Gerichte nur auf das lange Zusammenhalten der Gäste abgezweckt ist, geht die Unterredung gemächlich durch drei Stufen: 1. Erzählen (Neuigkeiten, Briefe, Zeitungen), 2. Resonieren (Meinungsstreitfragen). Wenn nämlich der erste Appetit befriedigt ist, so wird die Gesellschaft schon lebhafter und es entsteht ein edler Wettstreit infolge der Verschiedenheit der Beurteilungen über das selbe Subjekt; dadurch wird der Appetit für Schüssel und Bouteille rege. 3. Scherzen (Anekdoten, lautes fröhliches Lachen). Weil das Vernunfteln immer eine Art von Kraftanstrengung bedingt, die aber durch redlichen Genuss endlich beschwert wird, so erfolgt natürlicherweise der Übergang in bloße Spiel des Witzes. So endigt die Mahlzeit mit Lachen, das die Natur durch Bewegung des Zwerchfelles und der Eingeweide ganz eigentlich für den Magen zur Verdauung bestimmt hat.‘“

Kants Tischgesellschaften waren immer eine Komposition von Lieblingsgerichten und Lieblingsweinen, Lieblingsgästen und Lieblingsthemen. Zu den Lieblingsgerichten Kants zählten Kabeljau, Teltower Rübchen, Dicke Erbsen mit Schweineklauen etc. Zu den Lieblingsweinen zählte Grünstädter Wein Diesen Wein dürfte ihm im fernen Königsberg vermutlich sein aus einer dort ansässigen Wirts- und Weinhändlerfamilie stammender Freund Johann Conrad Jacobi besorgt haben. Daneben schätzte er aber auch den Médoc aus Bordeaux; Bier verabscheute er. Ein enger Freund und großer Förderer war Joseph Green. Christian Jakob Kraus, mit dem Kant Ostern 1787 einen gemeinsamen Mittagstisch gründete, der aber irgendwann im Jahre 1789 von Kraus, sehr zum Bedauern Kants, wieder aufgelöst wurde; Johann Gottlieb Fichte, der in den Anfängen den Idealismus Kants folgte und Johann Friedrich Gensichen. Um die Tafelgespräche überdies vielseitig und interessant zu gestalten, wählte Kant die täglichen Tischfreunde aus den verschiedenen Altersstufen, die jedoch stets jünger als er selbst waren. Zu einigen seiner Lieblingsthemen gehörte das Etymologisieren von Wörtern, was er besonders gern mit Johann Christian Hasse tat, dann Anekdoten und Politik, besonders gern über Friedrich den Einzigen, wie er ihn nannte, vor allem mit Johann Friedrich Schultz. Zum Thema Gesundheit, bzw. Krankheit wurde gerne der praktische Arzt William Motherby eingeladen. Entgegen dem landläufigen Vorurteil, dass Kant pedantisch einen starren und unflexiblen Tagesablauf eingehalten haben soll, sei hier bemerkt, dass wenn eine heitere, ungezwungene und harmonische Atmosphäre sich einstellte, es der Philosoph nicht ungern sah, wenn sich dieses heitere Geplauder bis vier, fünf, ja sogar bis sechs Uhr hinzog. Nach dem Aufheben der Tafel, was für alle Teilnehmer ein wahres Fest zu sein schien, verabschiedete er sich stets herzlich von seinen Gästen und zog sich in sein Studierstübchen zurück, um noch zu meditieren und zu arbeiten.

### Kants Spaziergang

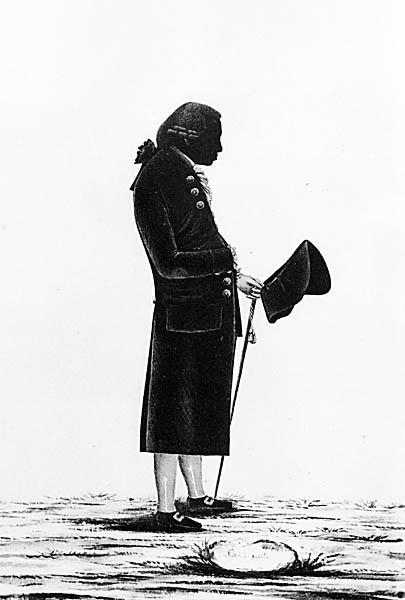
Kant beim Spaziergang (Schattenriss von 1798)

Punkt sieben Uhr abends erhob sich Kant täglich zu seinem berühmten Spaziergang, der ihn täglich in Kontakt mit dem gemeinen Volk in Königsberg brachte. Viele Anekdoten sind darüber überliefert. Das tat er mit einer solchen Regelmäßigkeit und Pünktlichkeit, dass die Königsberger ihre Uhr danach stellen konnten. Dass dies so wahrgenommen wurde, liegt aber auch daran, dass Fremden und Durchreisenden sich hier die Möglichkeit erbot, den berühmten Professor zu sehen, wenn sie nicht die Ehre hatten, an seiner Tischgesellschaft eingeladen zu werden. Die sogenannten „Kantisten“ passten den Augenblick genau ab, wann Kant auf seinem täglichen Spaziergang vorüber gehen musste und grüßten den Professor, der jedes Mal den Gruß erwiderte, denn nicht nur die Zeit wurde in der Regel immer korrekt eingehalten, sondern auch der Weg. Auch eröffnete der Spaziergang die Möglichkeit auf eine weitere Gesellschaft. So hatte Kant in den mittleren Jahren stets gerne Freunde oder Studenten dazu mitgenommen, wie Jahrhunderte später Martin Heidegger auf seinem Feldweg. Besonders gerne unternahm er ihn in Begleitung von Christian Jakob Kraus, mit dem er möglichst entlegene Themen dabei disputierte. Der alte Kant unternahm den Spaziergang dann nur noch alleine, einerseits um seinen Gedanken besser nachgehen zu können, und anderseits, um auf seine Gesundheit Rücksicht zu nehmen, damit er beim Atmen nicht die Luft durch den Mund schöpfen musste. Er trug meist einen braunen Rock, setzte sich stets seinen Dreispitz auf seine blond gepuderte Haarbeutelperücke und griff seinen goldknopfigen Rohrstock, die ihm jedes Mal von seinem Diener Martin Lampe zugereicht wurden, und verließ das Haus am Prinzessinnenplatz. Zunächst führte ihn sein Weg über die Schlossgrabenbrücke vorbei an dem Königsberger Schloss, dem Herrschafts- und Verwaltungssitz Ostpreußens mit den Beamten und Richtern. Dann bog er in die enge und steile Danziger Kellergasse, den Abstieg zur Altstadt. Hier schritt er nun die Altstädtische Langgasse entlang, wo die Banken, Assekuranzen und Handelskontore vertreten waren, zur Krämerbrücke und überschritt den Samländischen Pregel, um auf die Kneiphofflussinsel zu gelangen. Nun ging er die elegante Kneiphöfische Langgasse entlang mit ihren feinen Patrizierhäusern mit den typischen Beischlägen. Hier begegnete er vor allem Händlern und Kaufleuten. An deren Ende gelangte er durch das Grüne Tor und überquerte die Grüne Brücke, den natangischen Pregel. Auf der linken Seite sah er das Treiben der Riederer in und um die Alte Börse am Grünen Tor. Dort in der Vorderen Vorstadt ging er nun die Lastadie am Pregel entlang. Hier lagen die Schiffswerften und auch die Seemannskneipen und hier begegnete er Handwerkern und Seeleuten. Auf der gegenüberliegenden Pregelseite konnte er einen Blick auf den Hundegatt, dem Hafen und Speicher mit den Lagerarbeitern und Stauern der Hansestadt Königsberg, werfen. Beim Holländer Baum, vor der Festung Groß Friedrichsburg mit den auf Posten stehenden Soldaten, bog Kant dann links in den später benannten Philosophendamm ein, der schon zum Teil außerhalb der Stadtmauern lag. Kant liebte diese Dammstraße ganz besonders. Entlang der Gräben der im Westen gelegenen Zitadelle standen Weiden, die ihre Zweige bis ins Wasser ragen ließen. Der Legende nach sollen dort auch die Grundzüge der Kritik der reinen Vernunft entstanden sein. Danach ging Kant den gleichen Weg zurück zu seinem Haus. Wenn man den Spazierweg Kants topologisch betrachtet, dann ist er täglich von der Hügelkuppe des Schlossberges herunter in die Pregelniederung bis zur Peripherie der Stadtmauern bei der Festung Groß Friedrichsburg spaziert. Damit verbunden war aber auch ein Abstieg durch alle sozialen Schichten der Stadt: Angefangen beim Schloss, wo die Regierung mit ihrem Apparat institutionalisiert war, dann die Institutionen der Stadt, das Bürgertum, die Handwerker, die Taglöhner, das fahrende Volk der Seeleute und die drangsalierten Soldaten an den Stadttoren. Wenn er nur die freie Natur hätte sehen wollen, wäre der Weg zum Steindammer Tor kürzer und weniger beschwerlich gewesen. Er hat in gewisser Weise täglich seiner Vaterstadt die Ehre eines Besuches durch alle Schichten und Stände der Bevölkerung erwiesen. Erst in seinen letzten Lebensjahren hat er den Spaziergang auf den kürzeren Weg zum Königsplatz verlegt, oder den Spazierwege um den Schlossteich, was seine Lieblingskurzstrecke war.

## Bilder zu Lebzeiten

### Gräfin Keyserling

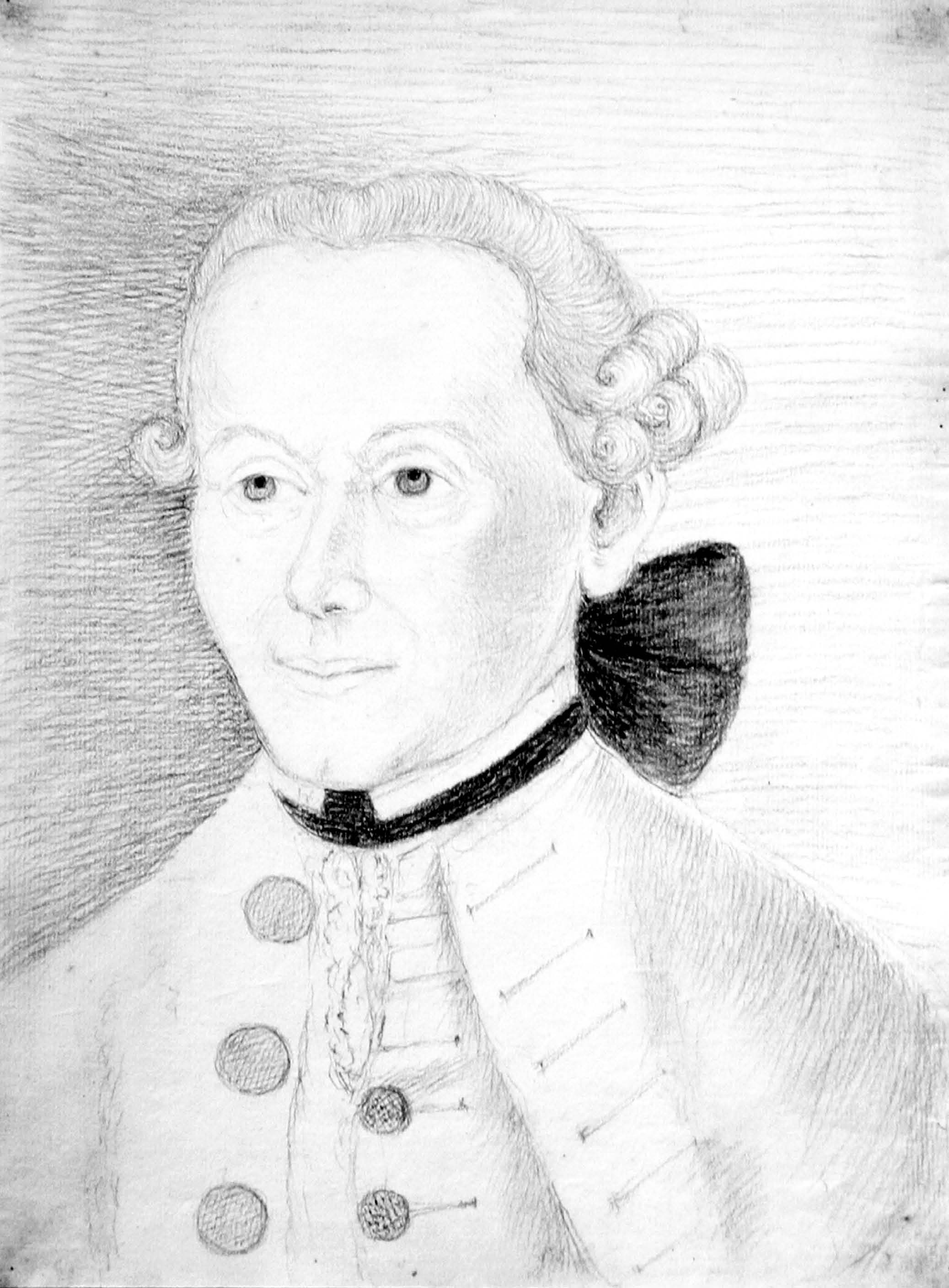
Caroline

Nachdem Kant seine Universitätsstudien beendet hatte, sah er sich gezwungen, als Hauslehrer seinen Lebensunterhalt zu verdienen. Einer Überlieferung nach unterrichtete er vom Jahre 1753 an in der Familie des Grafen von Keyserling im Majorat Rautenburg. Nach Promotion und Habilitation im Jahre 1755 riss der Kontakt nicht ab. Er kümmerte sich weiter um die Erziehung ihrer beiden Neffen mit, die auf dem Gute Capustigall in der Nähe von Königsberg aufwuchsen. Die Zeichnungen stammen von der Gräfin Karoline Charlotte Amalie von Keyserling, geb. Reichsgräfin von Truchseß-Waldburg in deren Haus Kant unterrichtete. Es wird vermutet, dass es 1755 entstanden ist. Das Bild war im Besitz des Museums Stadt Königsberg.

### Becker

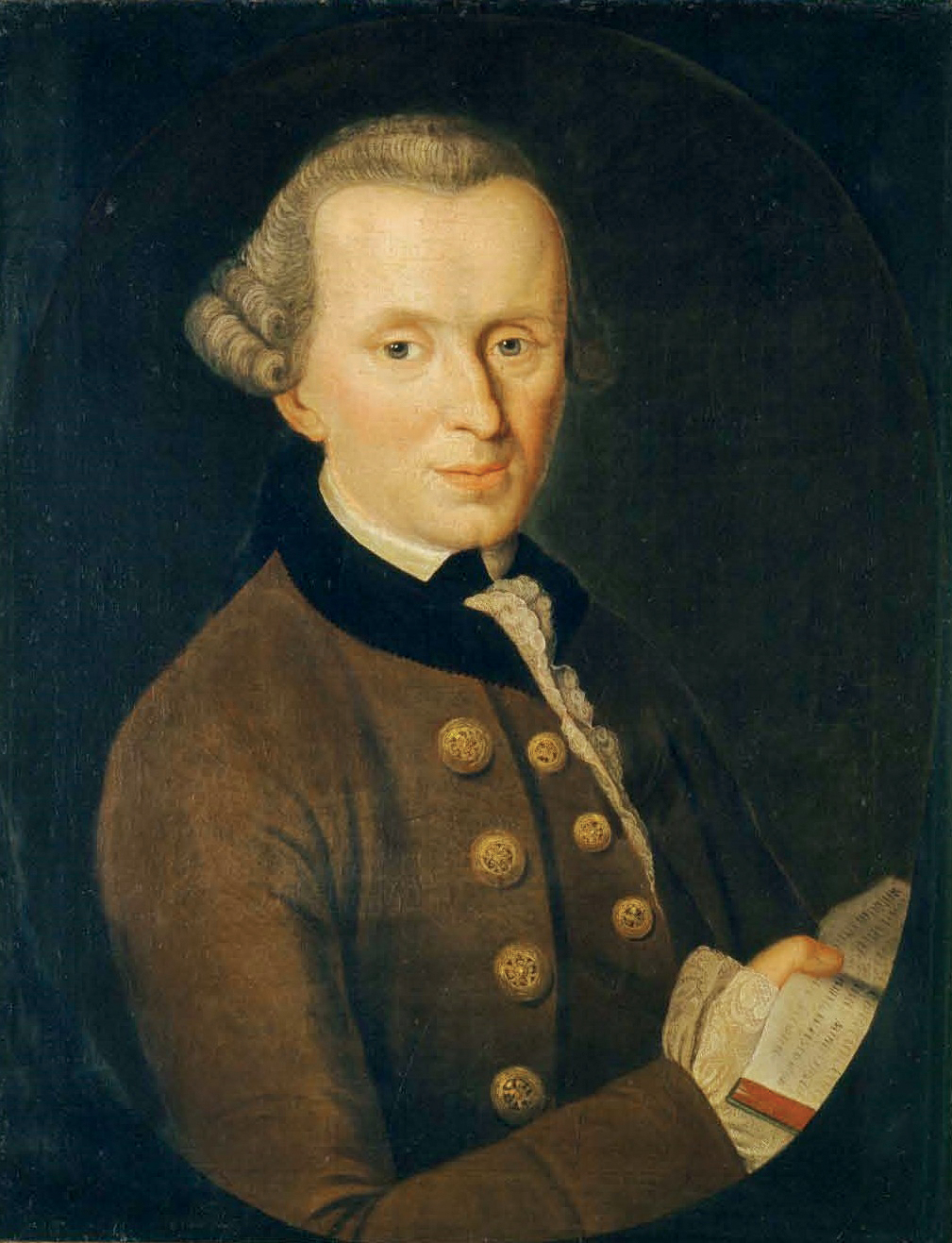
Becker

Das Bild wurde entweder von Johann Gottlieb Becker (1720–1782), von dessen Witwe er das Haus erwarb, oder von Heinrich Becker gemalt. Es waren drei Kopien bekannt. Eines besaß Kant selbst. Bei der Versteigerung des Nachlasses erwarb es der Gastwirt Meyer, der Kants Haus kaufte; durch Vererbung gelangte es zuletzt in den Besitz des Rentiers Kinze in Dresden, von dem es der Königsberger Stadtrat Walter Simon für das Stadtgeschichtliche Museum Königsberg zurückkaufte. Das zweite Gemälde dieser Gruppe befand sich im Besitz der Königsberger Buchhandlung Gräfe und Unzer Am 28. August 1768 erwähnt es Georg Hamann in einem Brief an Johann Gottfried Herder, dass die Buchhandlung nun Bilder von Geistesgrößen sammele und Kant bereits vertreten sei. Anhand dieses Briefes wurde das Bild datiert. Ein drittes kleineres schenkte er seinem Bruder Johann Heinrich Kant, der Pastor zu Alt-Rahden in Kurland war. Das Bild ist heute im Besitz des Schiller-Nationalmuseums und Deutschen Literaturarchivs in Marbach am Neckar.

### Veit Hanns Schnorr von Carolsfeld

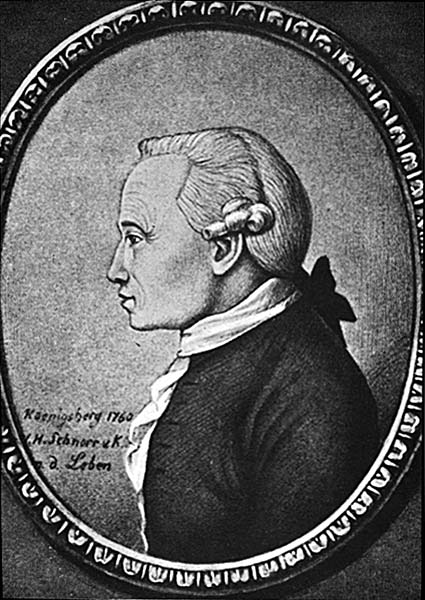
Schnorr

Nur aus Kupferstichreproduktionen war bekannt, dass Veit Hanns Schnorr von Carolsfeld Kant 1789 nach dem Leben gezeichnet hatte. Erst 1909 wurde das Original wieder aufgefunden. Es ist eine Bleistiftzeichnung auf Pergament in ovaler Form mit der Inschrift: „Königsberg 1789. v. H. Schnorr v. K. n. d. Leben.“ Auf der Rückseite vermerkte Theodor Gottlieb von Hippel der Ältere: „Außerordentlich ähnlich! … Hippel a. 13. Mai 89.“ Aus Schnorrs handschriftlichem Bericht ist bekannt, dass Hippel die Sitzung mit dem Künstler vermittelt hatte. Die Zeichnung blieb bis 1836 im Besitz von Schnorr, der sie als Vorlage zur Anfertigung graphischer Reproduktionen nutzte.

### Gottlieb Doebler

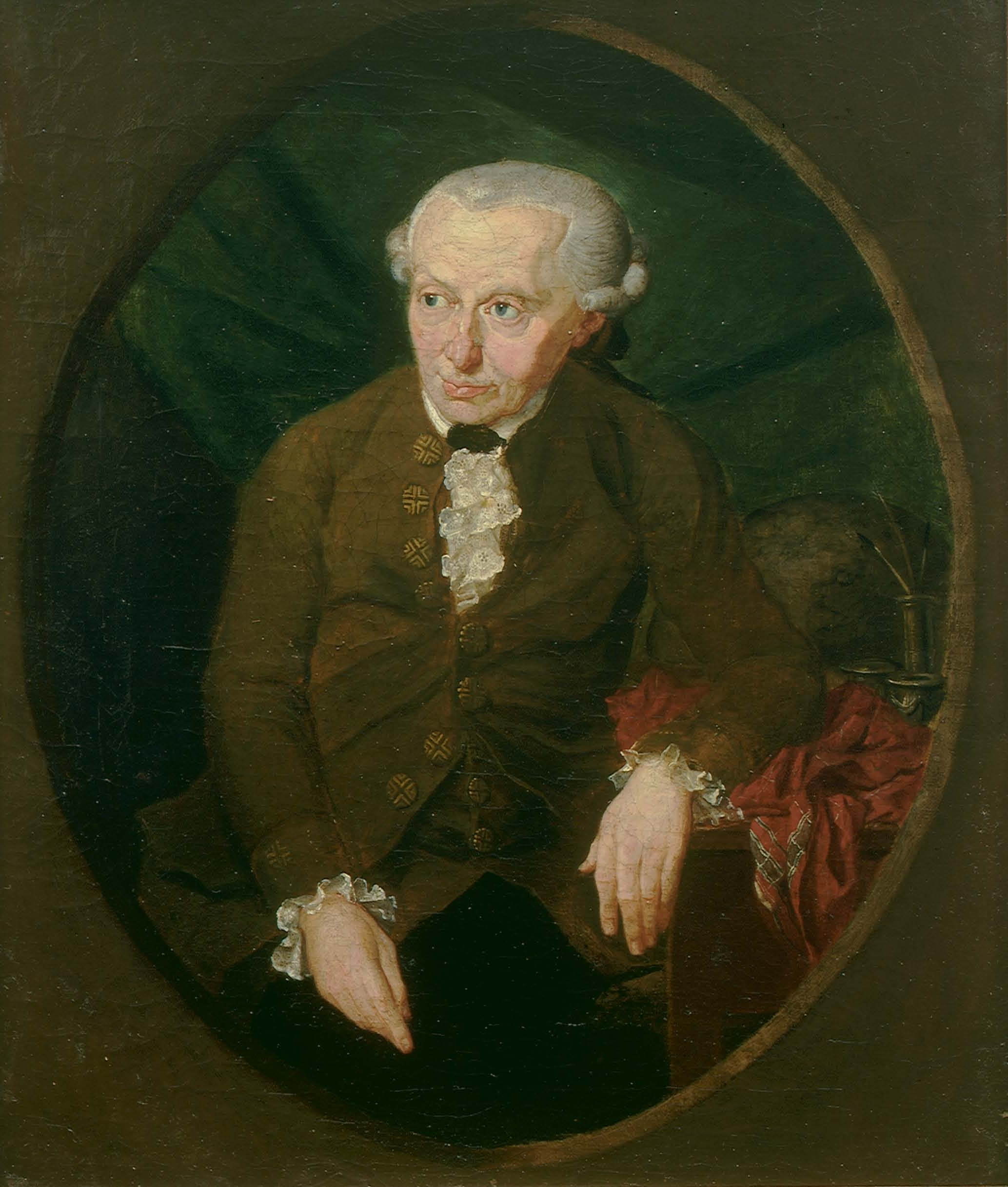
Immanuel Kant von Doebler

Zur ältesten Kantdarstellung gehört das Gemälde des Berliner Malers Gottlieb Doeblers. Es befand sich ursprünglich in Besitz der Freimaurerloge Zum Todtenkopf und Phoenix in Königsberg und ging 1945 verschollen. 1795 wurde hiervon eine zweite Ausführung für den Philosophen Johann Gottfried Kiesewetter angefertigt, die sich noch erhalten hat. Die Zuschreibung dieses Gemäldes an den Maler Doebler beruht wiederum auf Tradition. Friedrich Wilhelm Schubert gibt in seinem biographischen Lehrbuch über Kant an, dass Doebler ein Schüler des Schotten Edmund Francis Cuningham gewesen sei. 1791 soll er Kant bei einer Durchreise in Königsberg gemalt haben und das Bild der Totenkopfloge geschenkt haben. 1795 soll er in Berlin Suizid begangen habe. Ansonsten bleibt Doebler in der Kunstgeschichte unbekannt. Das Bild ist Eigentum des Museums Stadt Königsberg in Duisburg, das zum 10. Januar 2016 geschlossen wurde. Es wird nun als Dauerleihgabe im Ostpreußischen Landesmuseum in Lüneburg ausgestellt.

### Elisabeth von Staegemann

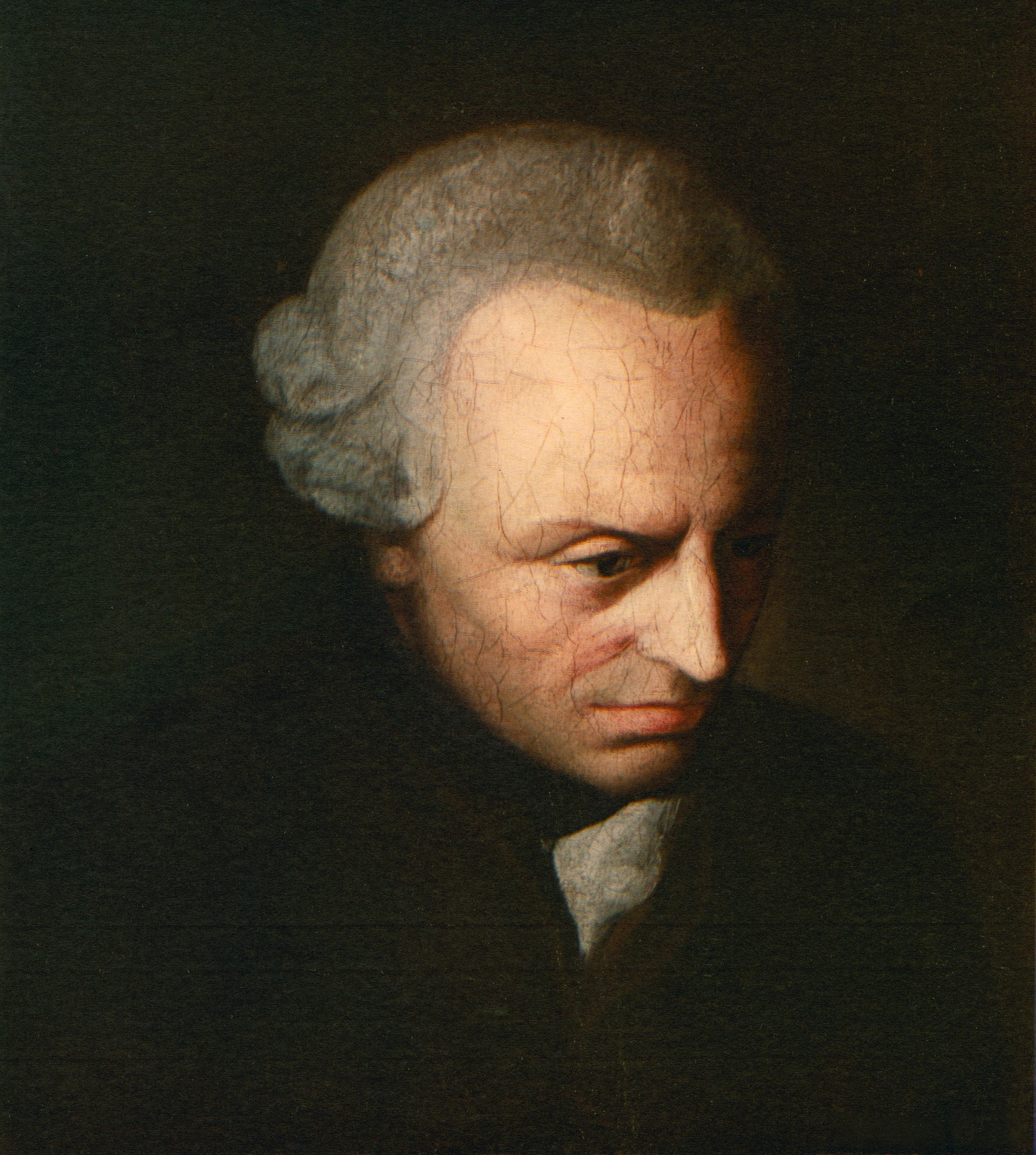
Staegemann?

1896 tauchte ein weiteres Bild im Dresdener Kunsthandel auf und von der Stadt Königsberg erworben wurde. Alle Nachforschungen über die Herkunft des Bildes blieben ergebnislos. Es ist ca. 1790 entstanden und hat die Maße 38 × 53 cm.
Die Wiederherstellung durch den Berliner Restaurator Hauser ergab die Entstehungszeit und die Person des Dargestellten. Die Inschrift: „Immanuel Kant.“ in der oberen linken Ecke erwies sich als durchaus zeitgenössisch.
Der Maler ist unbekannt, es ist unsigniert und undatiert. Möglicherweise ist es Elisabeth von Staegemann eine Schülerin von Anton Graff geschaffen worden. Erstmals besprochen und abgebildet und von Karl Lubowski 1899.

### Carle Vernet

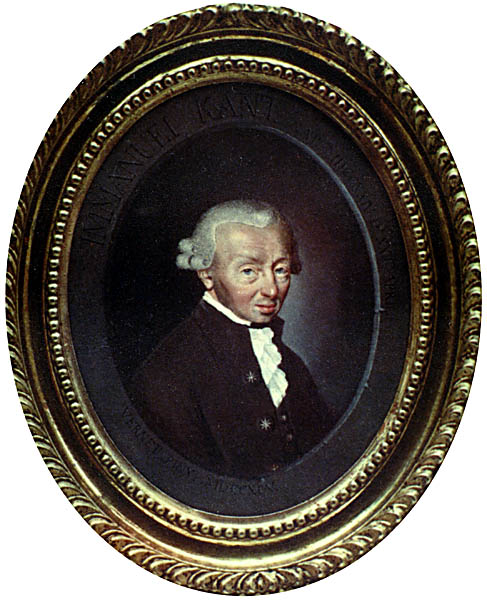
Vernet

Antoine Charles Horace Vernet gehörte zu den reisenden Malern jener Zeit, wie es Schubert es beschreibt, die aus der Malerschule von Anna Dorothea Therbusch hervorgegangen sind. Er hielt sich im jugendlichen Alter in Königsberg auf. Er schien sehr geschäftstüchtig zu sein, denn seine Miniaturporträts sind in einer ganzen Reihe von Exemplaren vorhanden und dienten den Kupferstechern jener Zeit als Vorbild, was wieder als Illustration von Büchern und Zeitschriften führte. Auch in den Freundeskreis von Kant findet man viele dieser kleinen Miniaturporträts, die nur wenig variieren. Welches dieser vielen das Original war, welches allen anderen als Vorbild diente, ist nicht mehr feststellbar. Das einzig datierte Exemplar ist von 1795 und weist als Inschrift auf: „Immanuel Kant, nat, MDCCXXIV. D.XXII April (Todestag ist freigelassen) Vernet pinx. MDCCXCV“.

## Büsten zu Lebzeiten
Bei Kant hat sich über die Jahrhunderte kein kanonisches Bildwerk herausgebildet. Im Ganzen gibt es nur drei plastische Darstellungen von Kant, die noch zu Lebzeiten des Philosophen angefertigt wurden.

### Mattersberger
Die älteste stammt von Joseph Mattersberger, die er wohl in Königsberg 1795 angefertigt hat. Zwar ist darüber nichts aufgezeichnet, es kann davon ausgegangen werden, dass er Kant gesehen hat. Allerdings wurde diese Büste niemals in wertvollen Material gefertigt, sondern ist nur in Gips erhalten. David Minden bemerkt dazu, dass die Büste „weder in künstlerischer Beziehung [!] noch der Ähnlichkeit nach auf Beachtung Anspruch machen könne.“

### Emanuel Bardou
Eine ebenfalls zu Lebzeiten Kants geschaffene Darstellung ist von Emanuel Bardou erhalten. Die Büste ist weißen Marmor gearbeitet, trägt vorn die Inschrift: Imanuel Kant; und auf der Rückseite die Bezeichnung: „E. Bardou fecit. 1798“. Sie zeigt an der Oberfläche des Steins leichte Spuren von Verwitterung. Sie stammt aus der Werkstatt von Christian Rauch und wurde zur Ausstattung der Villa seines Schwiegersohns Joseph Eduard d’Alton in Halle jahrelang im Freien aufgestellt. Alle entbehrlichen Modelle (im Ganzen über 60) aus der Werkstatt von Rauch wurden dort aufgestellt. Rauch schien das Bildwerk nicht zu schätzen, sonst hätte er es nie im Freien aufgestellt. Es muss bemerkt werden, dass weder Rauch, noch Schadow bei ihren Darstellungen von Kant auf die Darstellung von Bardou zurückgegriffen hätten. Die Büste ist heute im Bode-Museum ausgestellt.

### Carl Friedrich Hagemann

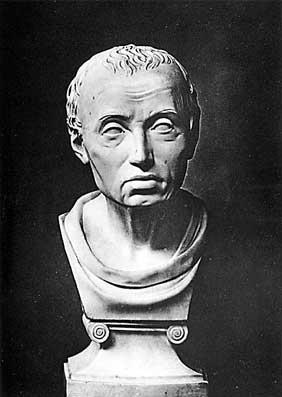
Büste von Carl Friedrich Hagemann (Hamburger Exemplar)

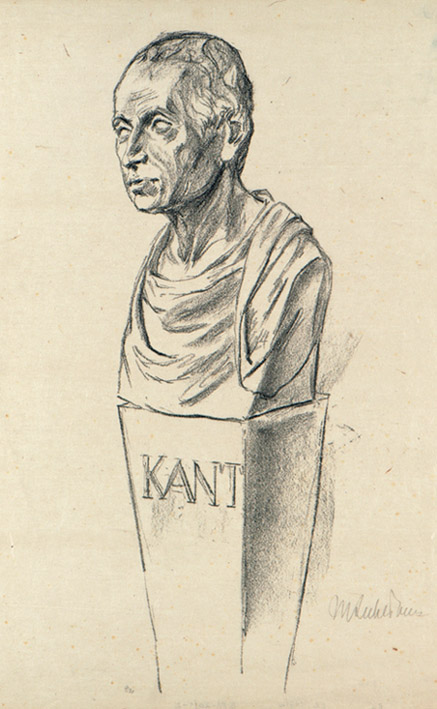
Zeichnung nach Hagemann von Max Liebermann (1915)

Johann Gottfried Schadow wollte nicht selbst nach Königsberg reisen und schickte seinen Schüler Carl Friedrich Hagemann 1801 nach Königsberg. Er sollte den berühmten, schon 77 Jahre alten Philosophen noch zu Lebzeiten verewigen. Hagemann trat die Reise am 7. Januar 1801 an. Es ist überliefert, dass Kant dem Unternehmen reserviert gegenüberstand und während der Modellsitzungen durch angenehme Unterhalter entschädigt werden wollte. Daher bat er seinen alten Freund Robert Motherby ihm Gesellschaft zu leisten.
Auf Hagemanns Frage, ob er ihn „ganz getreu“ nachbilden solle, antwortete Kant: „So alt und häßlich, wie ich nun bin, dürfen Sie mich eben nicht machen!“ Wie alt und gebrechlich Kant 1801 schon war, zeigt Hagemann in seiner berühmten Zeichnung, wie Kant Senfkörner im Mörser zermahlt. Diese 8 cm hohe Federzeichnung gibt Kant in ganzer Figur stehend wieder. Von unbekannter Hand wurde auf dem ca. 9 × 16 cm großen Blatt folgende Beischrift zugefügt: „Die Figur Emanuel Kants, wie er für seine Tischgenossen den Senf zubereitet, gezeichnet von dem Bildhauer Hagemann zur Zeit er dessen Büste modelliert im Jahre 1801.“ Die Kleidung: Kniehosen mit Gamaschen, einen Rock, und eine Perücke mit Zopf und Schleife.
Für seine Auftraggeber, Honoratioren der Stadt, schuf Hagemann die klassische Kant-Büste in zwei Versionen:
Das Königsberger Exemplar wurde zunächst in der Stoa Kantiana am Dom aufgestellt und kam 1820 ins Auditorium Maximum der Alten Universität und 1862 ins Senatszimmer der Neuen Universität. 1945 rettete sie der Chirurg Oskar Ehrhardt aus dem Schutt und bewahrte sie bis zu seinem Abtransport 1948 in seinem Zimmer im Elisabeth-Krankenhaus auf. Während das Königsberger Marmororiginal als verschollen gilt, sind noch heute das von Hagemann in Königsberg angefertigte Gipsmodell in der Friedrichswerderschen Kirche und ein Gipsabguss der Königsberger Fassung in der Porträtsammlung der Staatsbibliothek zu Berlin erhalten.
Das Hamburger Exemplar in Marmor befindet sich seit deren Bestehen in der Hamburger Kunsthalle. Die Hamburger Version zeigt die für Kant charakteristische schiefe Stellung des Kopfes, die das Gesicht durchziehenden Alterslinien sind schärfer gezeichnet. Es ist daher anzunehmen, dass die „Anpassung“ bei der Königsberger Marmorausführung erfolgt ist, nachdem das realistischere Modell bei den Königsberger Auftraggebern und Kant auf Kritik gestoßen war. Schadow sollte eine postume Kant-Büste für die Walhalla schaffen und nutzte Hagemanns Büste und Totenmaske als Vorlagen.

„Am besten vorgestellt ist Immanuel Kant von meinem Gehülfen Hagemann, der die Reise nach Königsberg deshalb machte, und den Kopf dieses Weltweisen also noch im Leben nachbilden konnte.“

Hagemanns Werk wurde zur Vorlage zahlreicher weiterer Kantdarstellungen, z. B. bei Max Liebermann (1915).

## Kant-Häuschen in Moditten

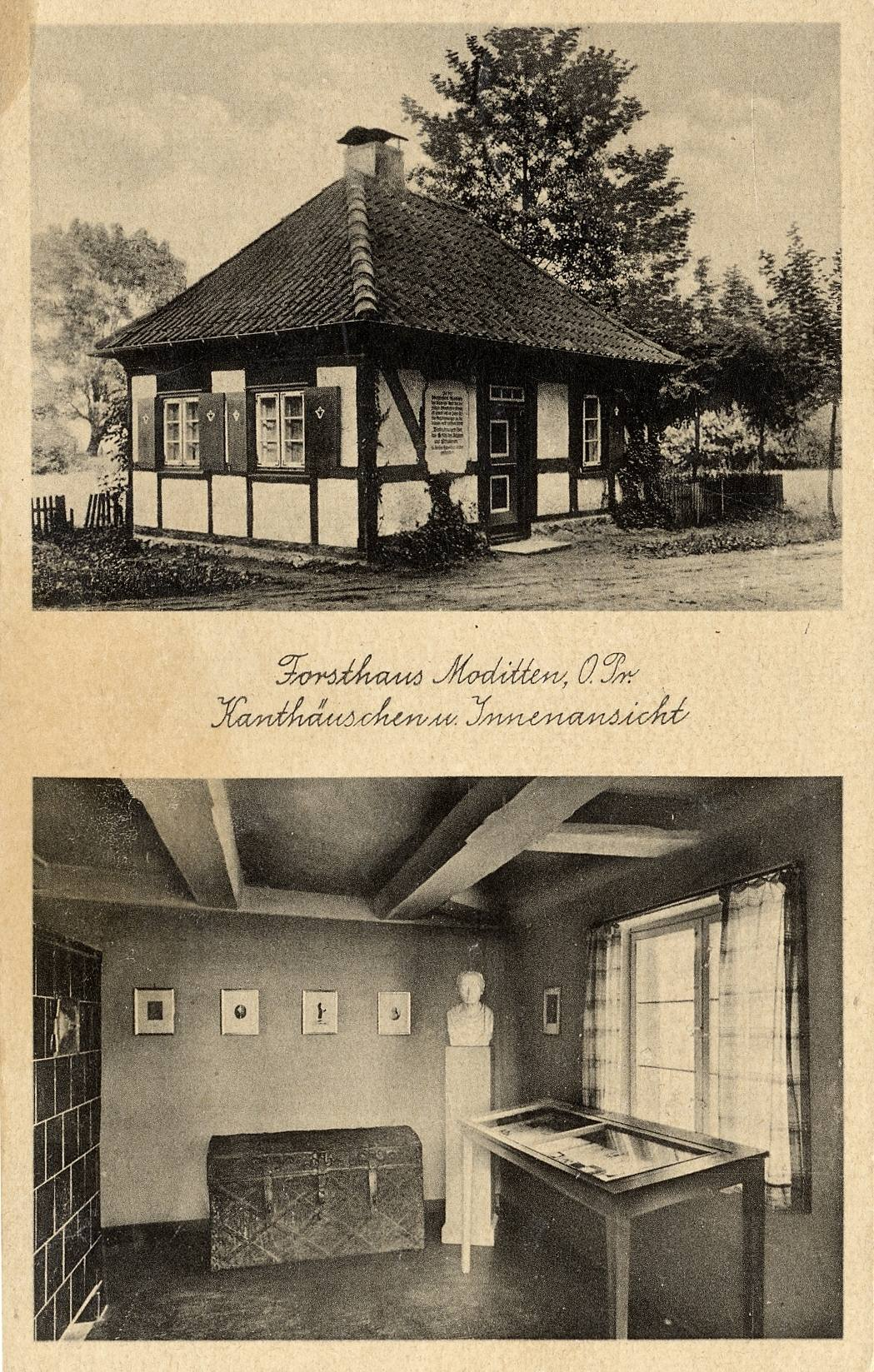
Kant-Häuschen in Moditten

Ein Ort der Verehrung des Philosophen war das Kant-Häuschen in Moditten, nordwestlich von Königsberg. Es handelte sich um das Sekretärs-Häuschen des Oberförsters von Moditten, unweit des Forsthauses gelegen. In dem Häuschen wohnte und arbeitete Kant während seiner häufigen Aufenthalte im Forsthaus, er empfing dort Gäste. Auf Anregung der Gesellschaft der Freunde Kants wurde das Sekretärs-Häuschen zur kleinen Gedenkstätte aus- und umgebaut. Das Inventar wurde 1944 in das Königsberger Schloss ausgelagert. Forsthaus und Kant-Häuschen lagen im äußeren Verteidigungsring von Königsberg und wurden um Zuge der Eroberung der Stadt zerstört.

## Kants Nachlass

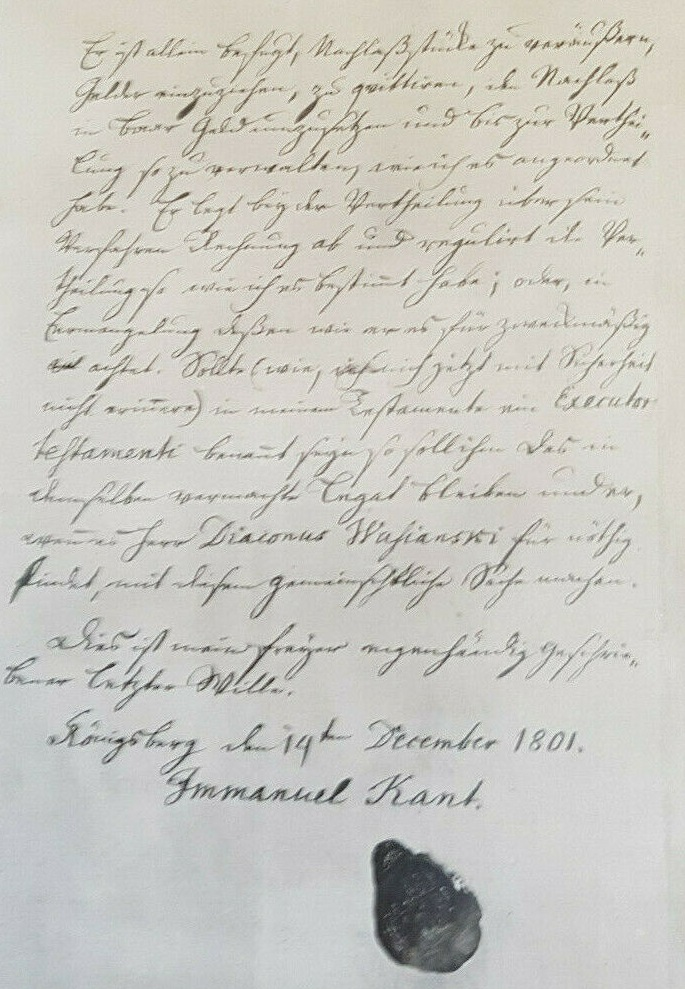
Die letzte Seite des ersten Nachtrags vom 14. Dezember 1801

Die notarielle Eröffnung des Testamentes erfolgte drei Tage nach dem Tode, am 15. Februar 1804. Kant hat zwei Testamente gemacht: Das ältere, am 29. August 1791 beim Stadtgericht niedergelegte, dessen Inhalt der Nachwelt nicht bekannt ist, wurde durch das spätere am 26. Februar 1798 ersetzt. Kant hinterließ ein ziemlich bedeutendes Vermögen von 42.930 Gulden, dazu das schuldenfreie Wohnhaus nebst Hof und Garten. Die eine Hälfte ging an die Schwester und die Schwesterkinder, die andere an den Bruder und die Bruderkinder. Die Bediensteten erhielten eine Pension oder eine Abfindung. Kants Bibliothek (etwa 400 Bücher) erbte der befreundete Mathematiker Johann Friedrich Gensichen (1759–1807). Ein erster Nachtrag vom 14. Dezember 1801 setzt Wasianski als „Curator funeris und executor testamenti“ ein und vermacht ihm 2000 Taler, desgleichen der Köchin Louise Nitzschin 2000 Gulden. Ein zweiter vom 22. Februar 1802 trifft die Änderung bezüglich Lampes und erhöht die Pension der Schwester. Zwei weitere kurze handschriftliche Erklärungen vom 3. Mai 1802 und vom 7. Februar 1803 bestimmen eine Summe für Lampes Nachfolger, die letzte vermacht Wasianski außer den bereits für ihn ausgesetzten 2000 Talern noch ein Zwanzigstel des Gesamtnachlasses.
Die Auktion des hinterlassenen Mobiliars und Inventars fand in den Tagen vom 12. bis 14. März 1804 statt. Das Geldvermögen bestand aus einer Einlage beim Handlungshaus Green und Motherby von 21.500 Gulden, einer Hypothek auf das Rittergut Garbenimken von 18.000 Gulden, einer Beteiligung an der Königsberger Zucker-Raffinerie von 12.000 Gulden und 500 Gulden Barschaft. Kant hatte also sein Vermögen angelegt in Handel, Landwirtschaft und Industrie und hatte es in den letzten sechs Jahren von 42.930 Gulden auf 52.987 Gulden vermehren können. Das Haus mit Garten – er hatte es für 6000 Gulden erworben und 2000 Gulden investiert – mit einem Taxwert von 5589 Gulden wurde von dem Kaufmann Johann Christoph Richter (1768–1853), der damals in den Schlosskellern mit Johann Koch einen offenen Weinhandel und später mit der Witwe des aus Salzburg stammenden David Schindelmeißer die berühmten Weinstuben und Weinlager Blutgericht betrieb, zum Preis von 10.110 Gulden erworben und gleich darauf an den Gastwirt Johann Ludwig Meyer weiterverkauft. Der übrige Nachlass wurde in alle Winde zerstreut.

## Kants Tod

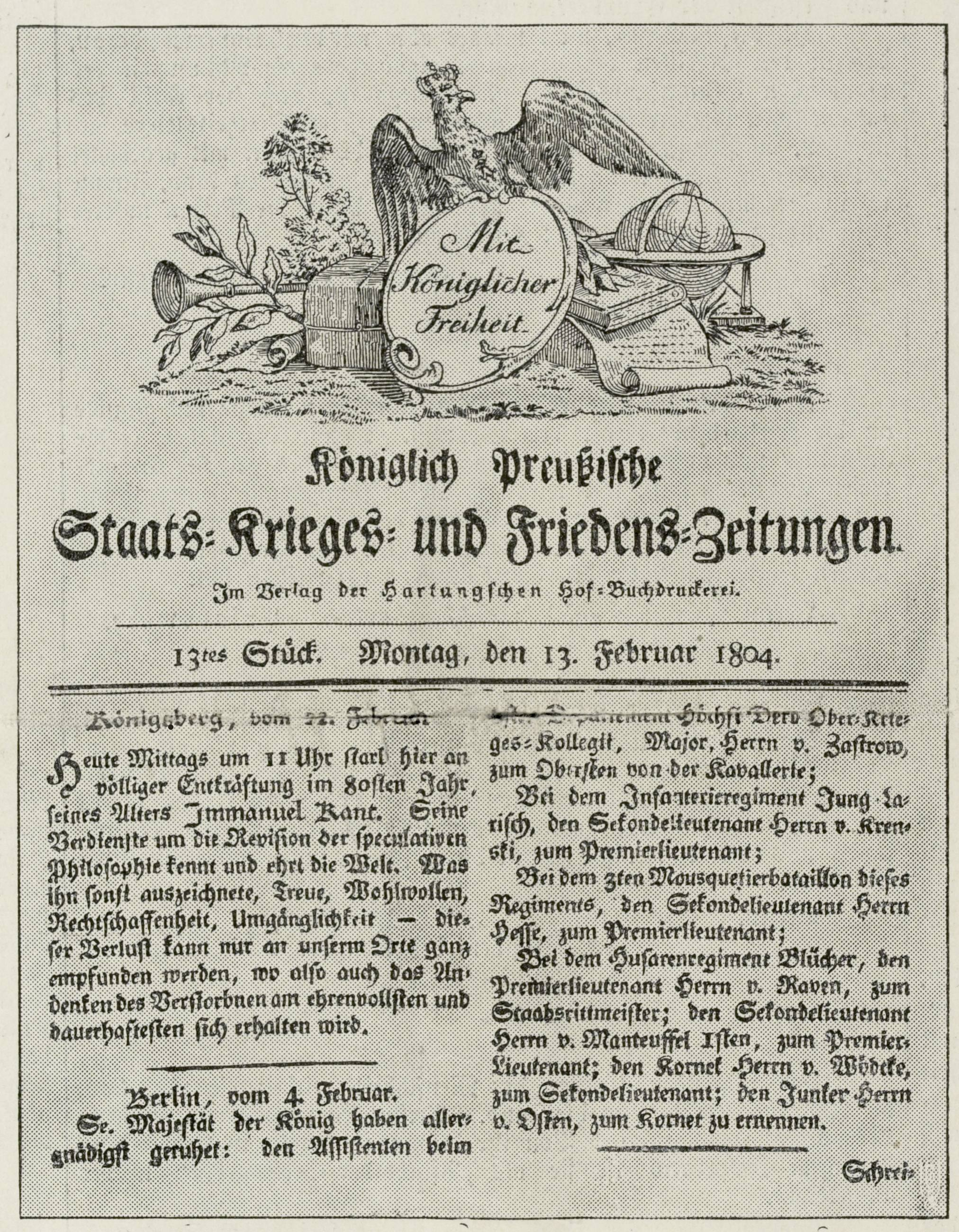
Hartungsche Zeitung

Ab Herbst 1803 war erkennbar, dass Kant nicht mehr lange leben würde. Seine Lebenskräfte waren verbraucht. Seine leibliche Schwester, sein Brudersohn und Ehregott Andreas Wasianski haben ihn in den letzten Monaten seines Lebens gepflegt, bis er Anfang 1804 kaum noch in der Lage war, etwas zu essen und zu trinken. Engste Vertraute erkannte er nicht mehr. Als Wasianski ihm am 11. Februar Wein mit Wasser vermischt zu trinken gab, sprach er seine letzten Worte: „Es ist gut!“ Am 12. Februar 1804 gegen 11:00 Uhr starb Immanuel Kant an „Altersschwäche“. Der Maler Andreas Knorre nahm einen Gipsabdruck von Kants Kopf, und der Privatdozent der Medizin und Prosektor am anatomischen Theater zu Königsberg Wilhelm Gottlieb Kelch überprüfte anhand der Physionomie des Kopfes unter Zuhilfenahme der Schädellehre des Franz Joseph Galls, die Eigenschaften des Philosophen. Viele Königsberger Bürger nahmen nun die Gelegenheit für einen Kondolenzbesuch wahr.

„… dieser Mann, den die Welt ehrt und zu dessen Leiche die ganze Stadt zu Tausenden täglich wallfahret …“

## Kants Grab
Die Grablege Kants hat sich örtlich kaum verändert; einzig die Umbauten wurden mit der Zeit angepasst. Von 1804 bis 1880 war Kants Grab am östlichen Ende des vom Professorengewölbes, heute umgestaltete Wandelhalle der Stoa Kantiana. Von 1880 bis 1924 war über Kants Grab eine kleine gotische Grabkapelle errichtet. Ab 1924 wurde eine Säulenhalle mit Kenotaph errichtet.

### Stoa Kantiana (1804–1880)
Sechzehn Tage nach seinem Tode, am 28. Februar 1804, wurde Immanuel Kant in der Professorengrablege an der Nordostecke des Königsberger Domchors beigesetzt. Die lange Zeitspanne zwischen Tod und Beisetzung war dem damals in Königsberg herrschenden strengen Frost geschuldet, der es kaum erlaubte, im gefrorenen Boden ein Grab auszuheben. Das Professorengewölbe war eine 1587 von Professor Krüger gestiftete offene Arkadenhalle, unter der die Professoren der Albertina beigesetzt wurden. 1809 wurde Kants Grab durch einen Stein kenntlich gemacht, den sein Freund Johann Georg Scheffner gestiftet hatte und der die Inschrift trug:
SEPULCRUM IMMANUELIS KANT
NATI A. D. X CALEND. MAJI A. MDCCXXIV
 DENATI PRIDIE ID. FEBRUAR A. MDCCCIV
HOC MONUMENTO SIGNAVIT AMICUS SCHEFFNER MDCCCIX
Kant war einer der letzten Professoren, die dort bestattet wurden. Die Professorengräber auf beiden Seiten des Domes wurden bald darauf geschlossen, da kein Platz mehr vorhanden war; Kants Grablege ging bereits über den Seitenflügel des Domes hinaus. Kants Freund Johann Georg Scheffner ließ über alle Professorengräber an der Nordseite des Domes einen 135 Fuß (42,2 m) langen und 15 Fuß (4,7 m) breiten Wandelgang erbauen. Dieses neue Professorengewölbe wurde zu einer Spazierhalle für Studenten und Professoren der gegenüberliegenden Universität und Schüler des angrenzenden Kneiphöfisches Gymnasiums. Auf Anregung von Johann Georg Scheffner wurde die Grabstätte Kants durch ein Gitter abgetrennt. Bald wurde der Wandelgang als „STOA KANTIANA“ bezeichnet, nach dem Vorbild der στοὰ ποικίλη („bemalte Vorhalle“), einer Säulenhalle auf der Agora in Athen, von der die Philosophenschule der Stoiker ihren Namen hat. Am 22. April 1810, dem Geburtstag Kants, wurde die Grablege durch eine Kantbüste von Carl Friedrich Hagemann in Carrara-Marmor geschmückt und feierlich eingeweiht. Die aus dem Russlandfeldzug zurückflutenden französischen Soldaten benutzten die Stoa 1812 als Wagenremise, was in der aufgeheizten Stimmung zu Beginn der Befreiungskriege mit Empörung aufgenommen wurde. 1871 bildete sich ein „Comité zur Wiederherstellung der Grabstätte Kants“ am Königsberger Dom. Der 1809 errichtete kapellenartige Raum am Ostende der Stoa Kantiana war baufällig geworden. Bei dieser Gelegenheit exhumierte der Maler Johannes Heydeck vom 22. bis 24. Juni 1880 die Gebeine Kants. Er fertigte einen „Bericht über die Untersuchung der Grabstätte Kants“ an und eine Kreidezeichnung, die zeigt, wie der im Grab stehende Heydeck Kants Schädel mit beiden Händen dem Kant-Forscher Emil Arnoldt reicht, der am Rand des Grabes kniet, umgeben von den Herren des Komitees. Dabei stieß man auf das Problem, dass in unmittelbarer Nähe Kants der Professor der Theologie und Oberhofprediger Johann Ernst Schulz bestattet worden war. Man konnte die Gebeine Kants aber anhand der schlangenförmigen Metallgriffe seines Sarges und einer ovalen Metallplatte mit der Aufschrift: „Cineres mortales immortalis Kantii“ („Die sterblichen Überreste des unsterblichen Kant“) zuordnen. Karl Wilhelm von Kupffer, Professor der Anatomie und Medizin an der Albertina, verglich zudem zusammen mit dem damaligen candidatus medicinae und späteren Professor für Chirurgie Fritz Karl Bessel-Hagen den gefundenen Schädel mit Kants Totenmaske. In ihrem Bericht vom 14. September 1880 heißt es: „Die Vergleichung des Schädels mit dem Gypsabguss ergab nach zwei Seiten hin volle Uebereinstimmung, einmal in den Maaßen, dann in Hinsicht auf die individuelle Besonderheit der Schädelbildung, nicht zuletzt des einzigen noch vorhandenen Zahns, des vorstehenden rechten Eckzahns des Unterkiefers, dem an der Totenmaske das Abstehen der Lippe entspricht.“ Kants Schädelkapsel zeige eine mittlere Länge und Höhe bei beträchtlicher Breite und gleichmäßiger Wölbung; ihr Rauminhalt überschreite 1700 cm³, während das Mittel männlicher europäischer Schädel zwischen 1.400 cm³ und 1.500 cm³ liege. Während der Untersuchungen wurde der östliche Teil der alten Stoa Kantiana abgebrochen und die neue Grabkapelle errichtet.

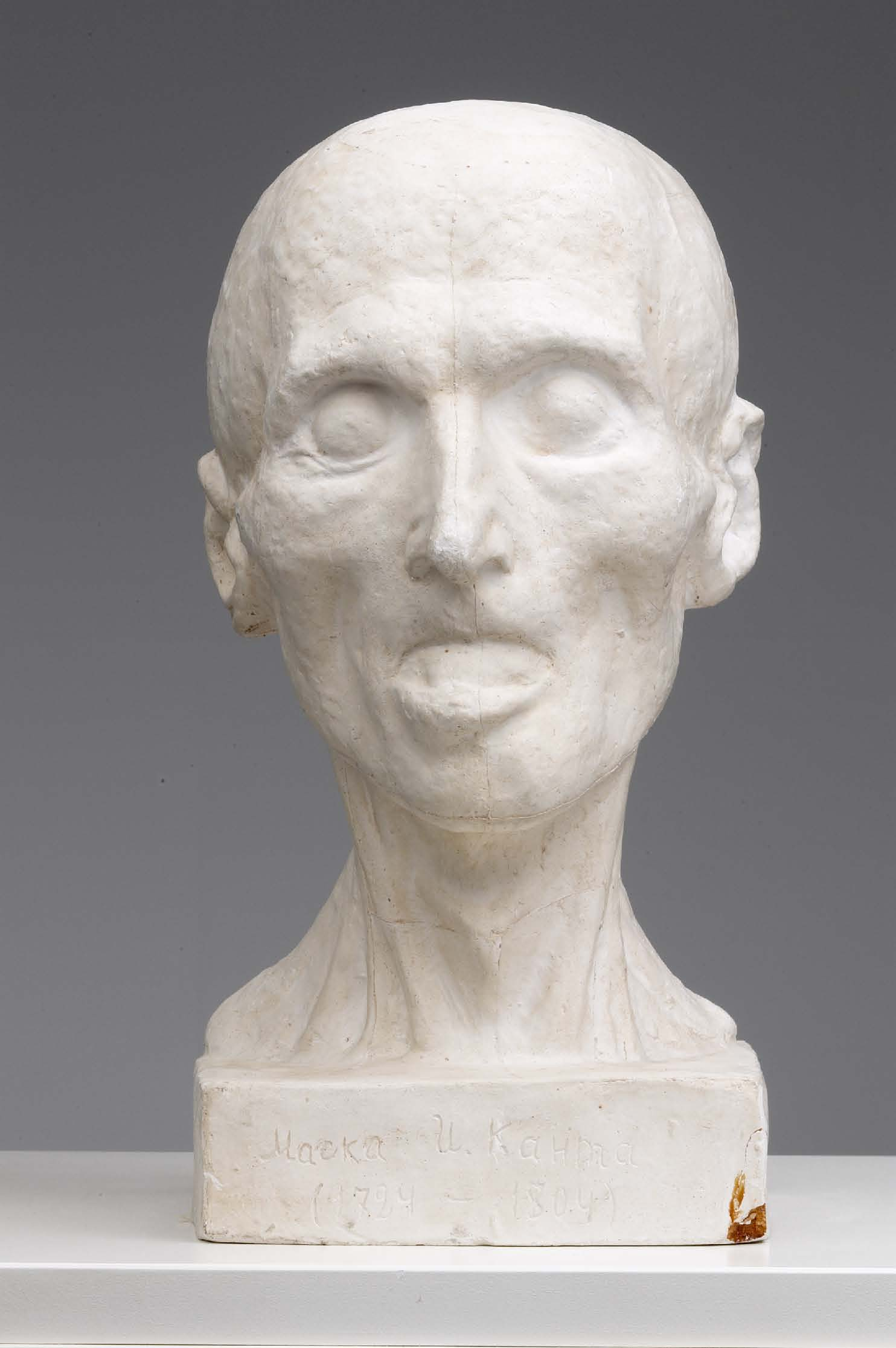
Totenmaske (Knorre)
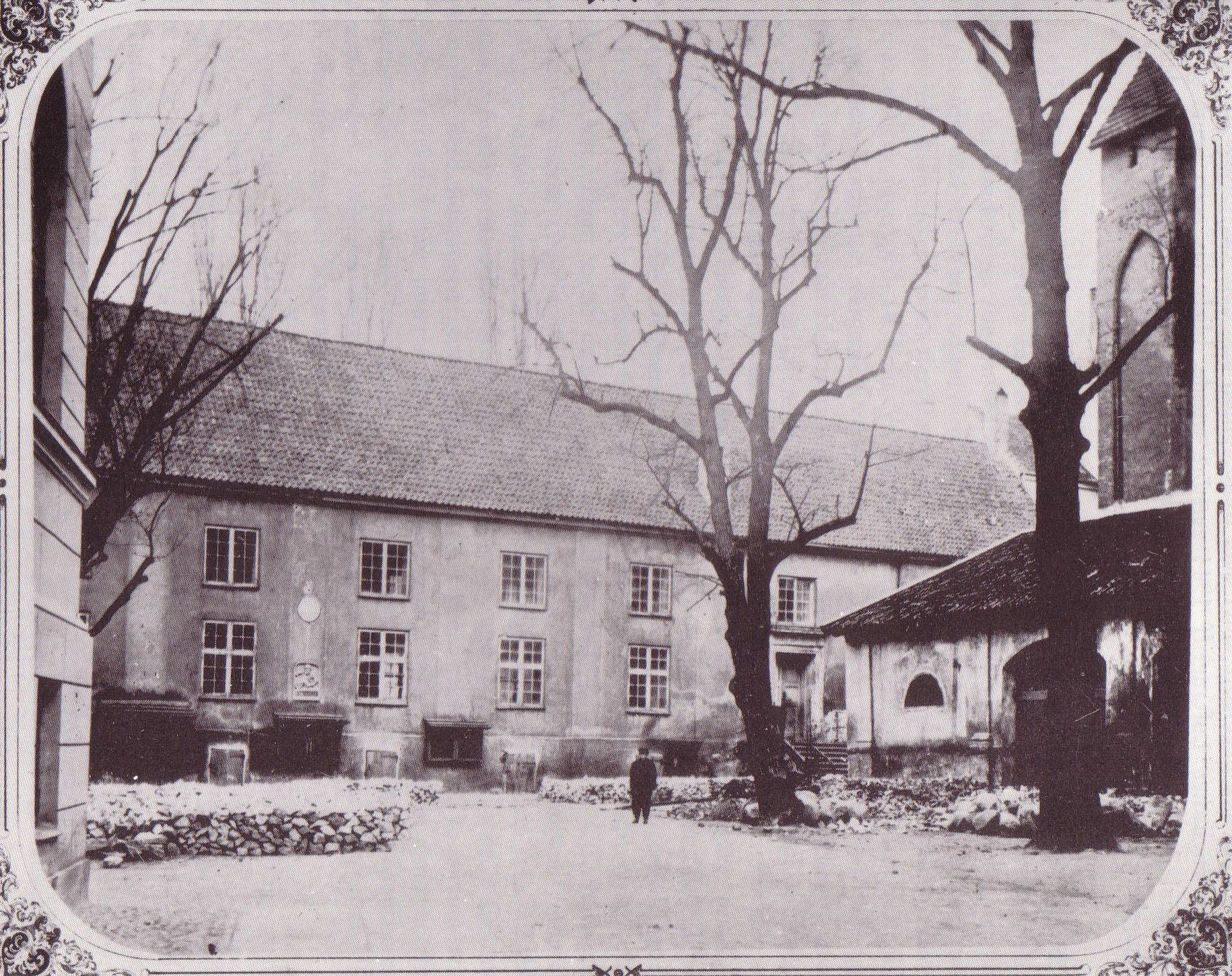
Stoa Kantiana (rechts)[A 7]
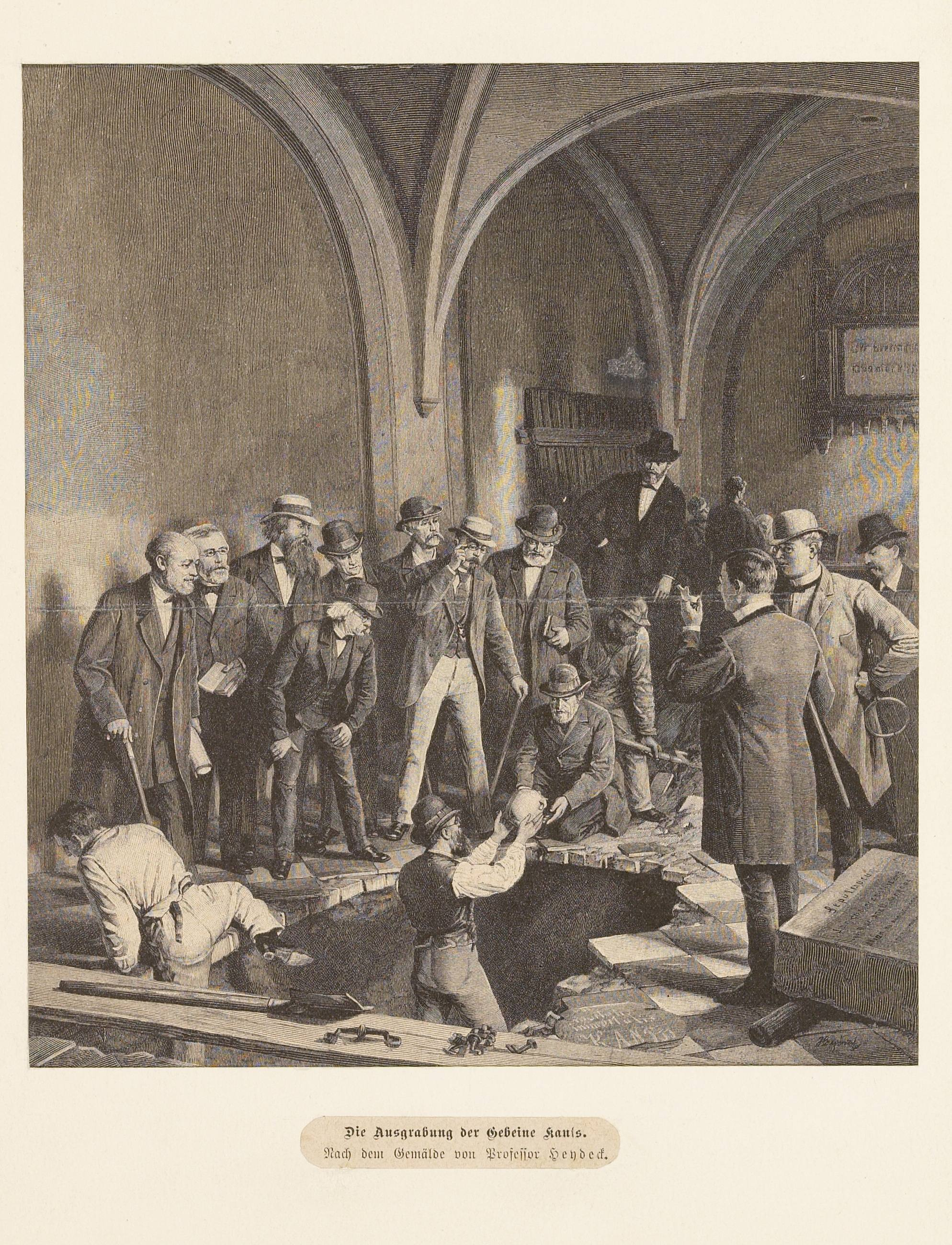
Johannes Heydeck: Exhumierung Kants (1880)[A 8]

### Grabkapelle (1880–1924)
Am 21. November (Totensonntag) 1880 wurden die Gebeine wieder beigesetzt, diesmal in einem metallenen Sarg und in der eigenen gemauerten Gruft. Dem Sarg war eine zugeschweißte Glasröhre beigegeben, die einen auf Hanfpapier aufgeschriebenen anatomischen Untersuchungsbericht enthielt. Über der Gruft erhob sich eine neogotische Backsteinkapelle mit einem doppelten Staffelgiebel, die sich an die Architektur des Deutschen Ordens, der Backsteingotik anschloss. Hinter der Kantbüste (Kopie der Büste Hagemanns von Rudolf Siemering) entstand ein Fresko, das der Schule von Athen von Raffael nachempfunden war. Doch durch diese geschlossene Bauweise wurde die Grabstätte wieder zweckentfremdet: Mit der Zeit verkam die Grabkapelle zu einem Zufluchtsort für Obdachlose. Die Wandelhalle, das ehemalige Professorengewölbe, musste 1898 wegen Baufälligkeit abgerissen werden.

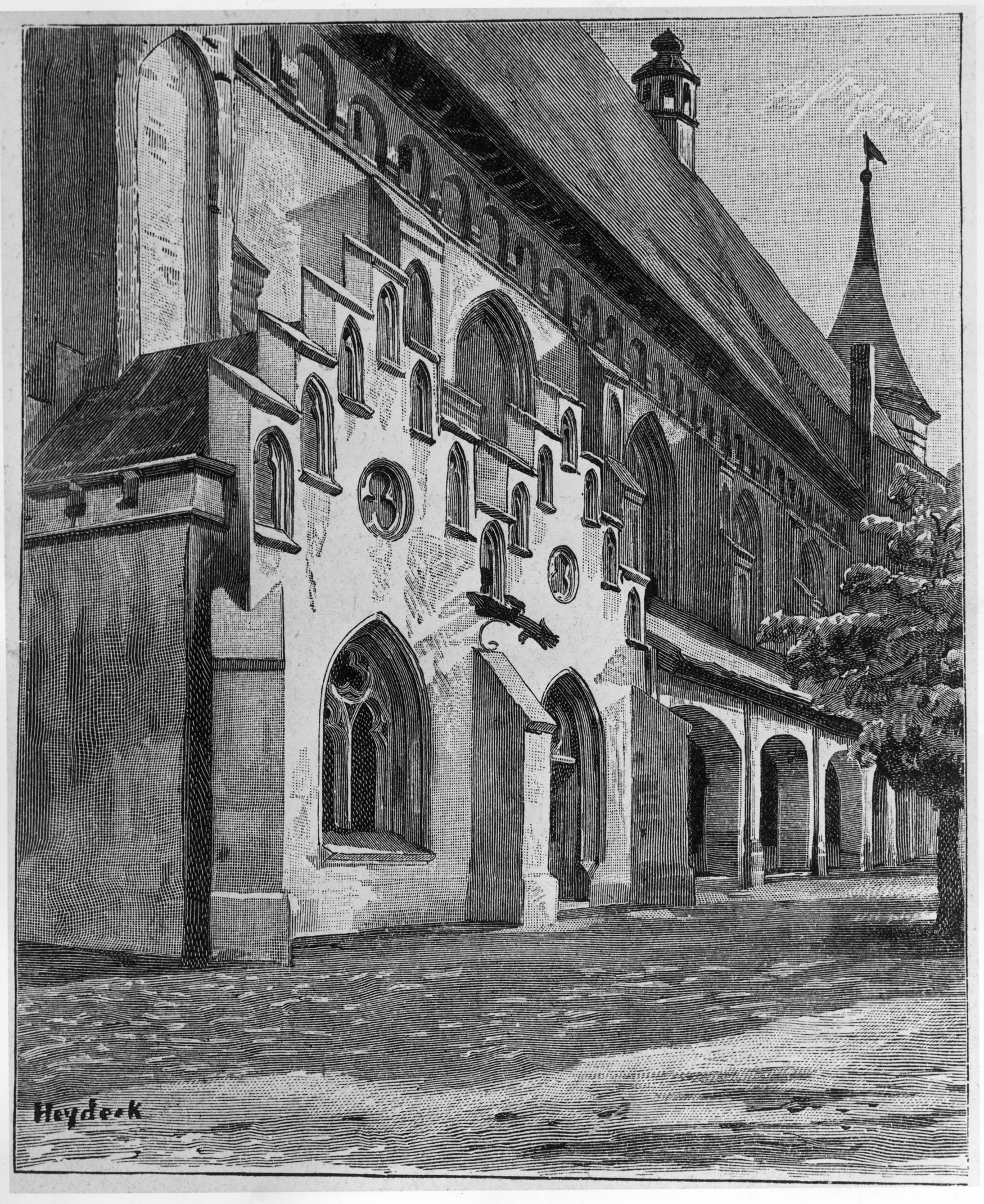
Kapelle und Stoa[A 10]
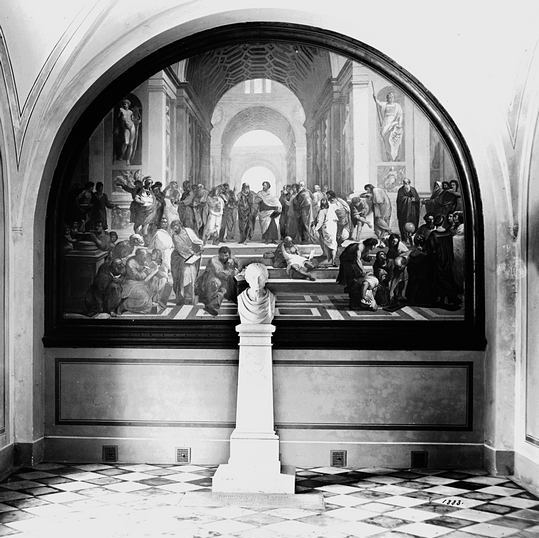
Grabkapelle[A 11]
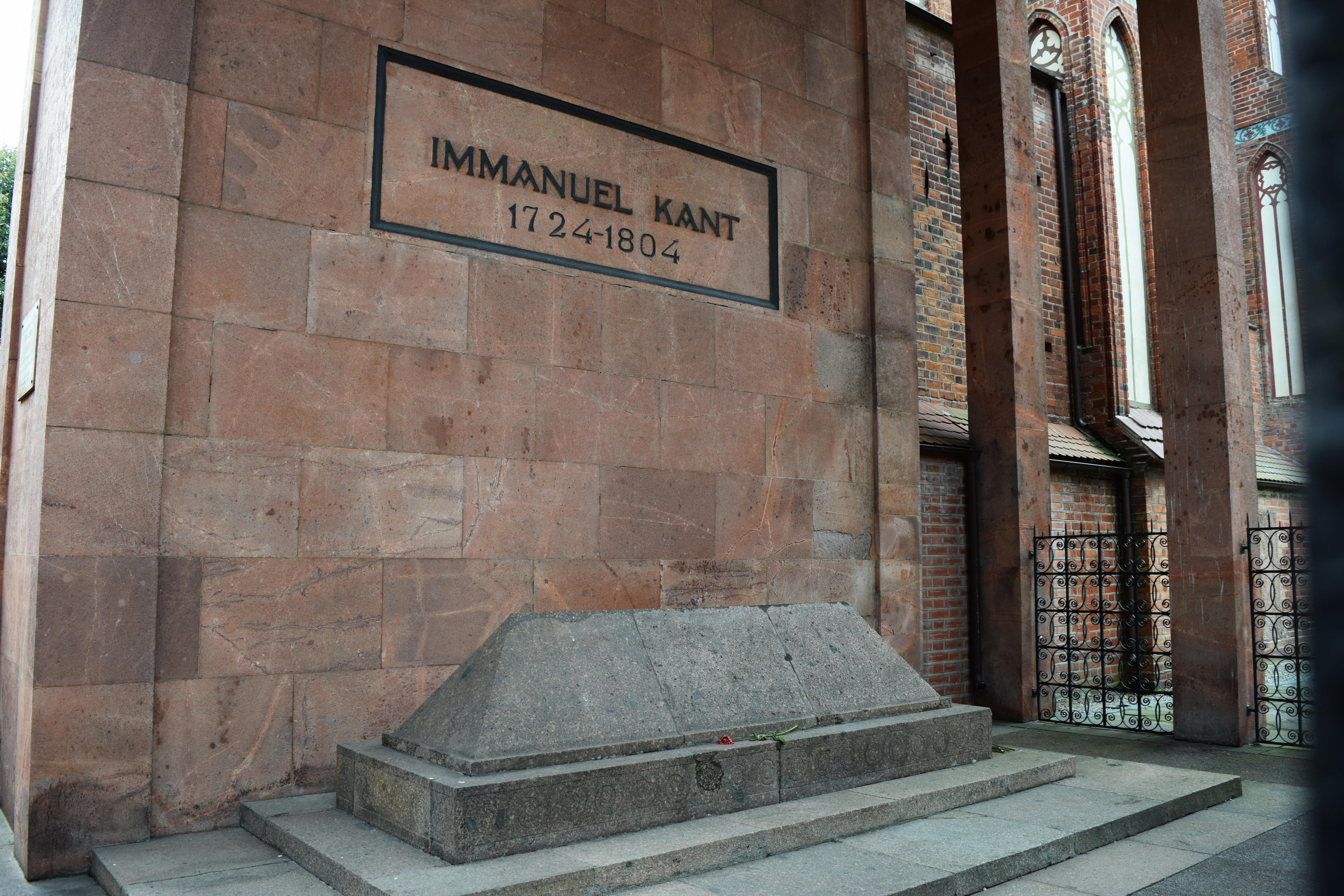
Zeitgenössische Grabansicht

### Kenotaph am Königsberger Dom (seit 1924)

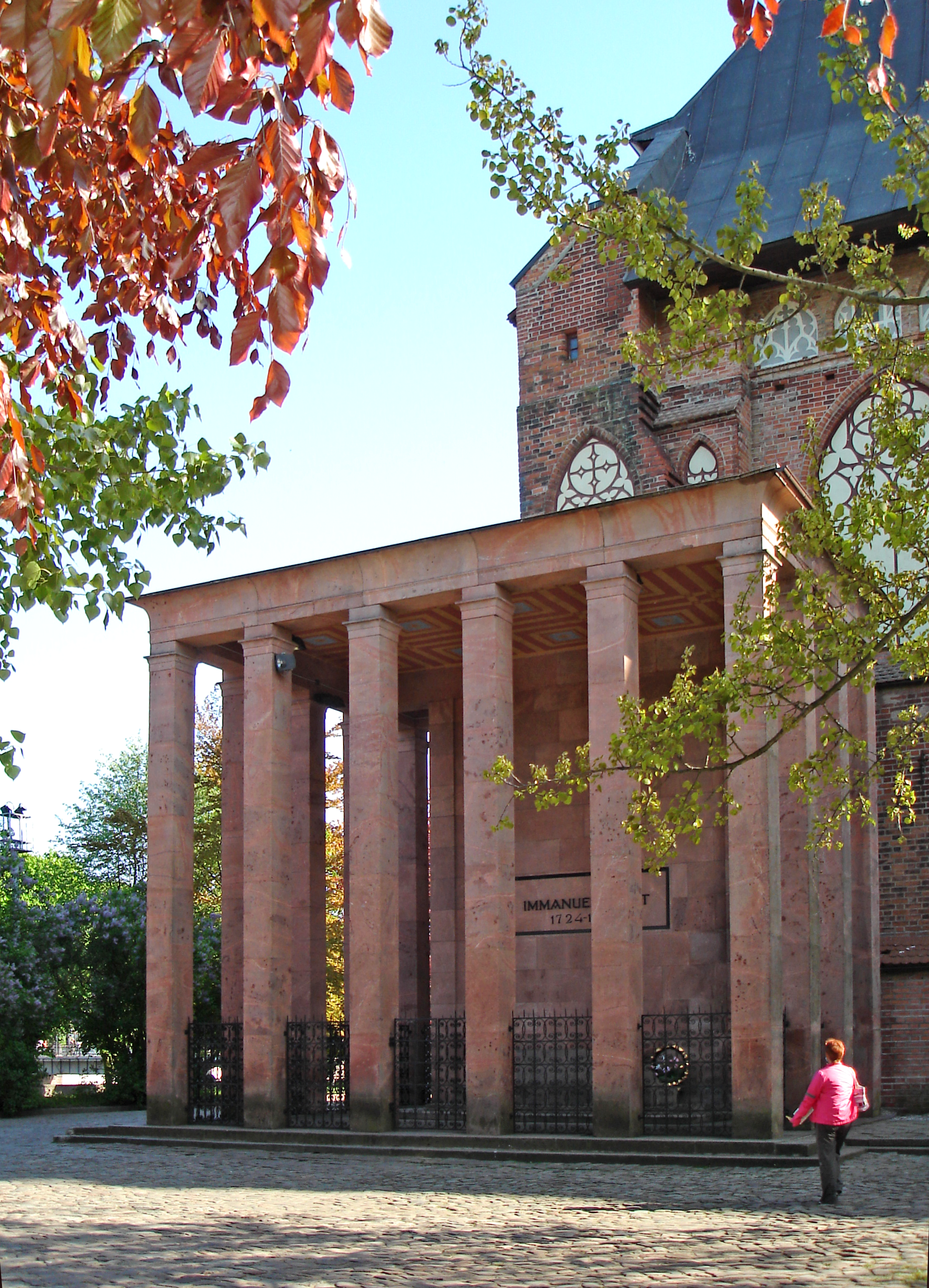
Kants Grab im Kenotaphion im heutigen Kaliningrad

Zur Domrenovierung und Kants hundertstem Todestag in den Jahren 1904–1907 überlegte man, das Grab ins Innere des Doms zu verlegen. Der Oberbürgermeister Hans Lohmeyer äußerte die Ansicht, dass die Grabkapelle „nicht in unseren Osten paßte.“ 1924 – zum 200. Geburtsjahr Kants – wurde der Architekturprofessor an der Königsberger Kunstakademie Friedrich Lahrs mit der Neugestaltung der Grabstätte beauftragt, finanziert durch Hugo Stinnes. Er verband geradlinige Bauformen des Bauhauses mit den Mustern der Ordensgotik zu einer gelungenen Konzeption. Die Gitter und die freien Säulen aus Rochlitzer Porphyr sollten verhindern, dass die Grabstätte erneut von Obdachlosen genutzt wurde. Die Grablege Kants wurde dem neuen Gebäude nicht angepasst, so dass das eigentliche Grab etwas links und vorgezogen liegt, aber innerhalb der Säulenreihen, sodass der steinerne Castrum doloris des Lahrs-Baus ein Kenotaph ist. Darum ragt der Lahrsbau über den Königsberger Dom nach Osten hinaus. Zeitgleich versucht der Kunsthistoriker Karl-Heinz Clasen eine Wertung aller Kantportraits vorzunehmen. Im Zweiten Weltkrieg wurde der gesamte Kneiphof zerstört und abgetragen, nur der Dom blieb als Ruine erhalten. Ihn ereilte deshalb nicht das Schicksal des Königsberger Schlosses, weil für die Kommunisten Kant als der Vorläufer von Georg Wilhelm Friedrich Hegel galt. So wurde die Grabstätte Kants der erste Anknüpfungspunkt der neuen Kaliningrader Bevölkerung mit der Geschichte des alten Königsbergs. Es entwickelte sich die Tradition, dass die Kaliningrader Brautleute ihren Hochzeitsschmuck am Grabe Kants ablegten. Aus diesem Grund war der Dom das erste historische Gebäude, das nach der Einkehr der Perestroika in Kaliningrad rekonstruiert wurde.

## Kant-Denkmal von Rauch (1864)

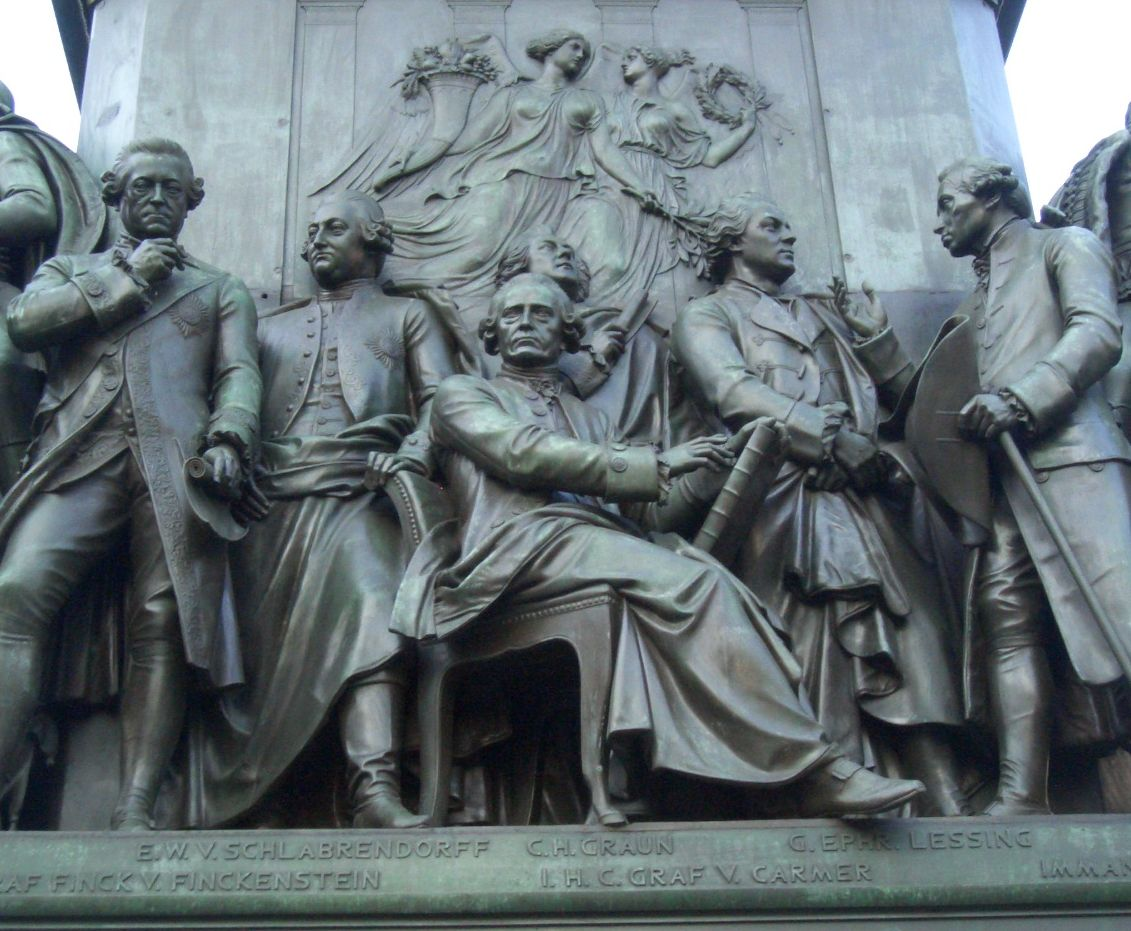
Rauchs Reiterstandbild Friedrichs II. in Berlin, rechts Kant

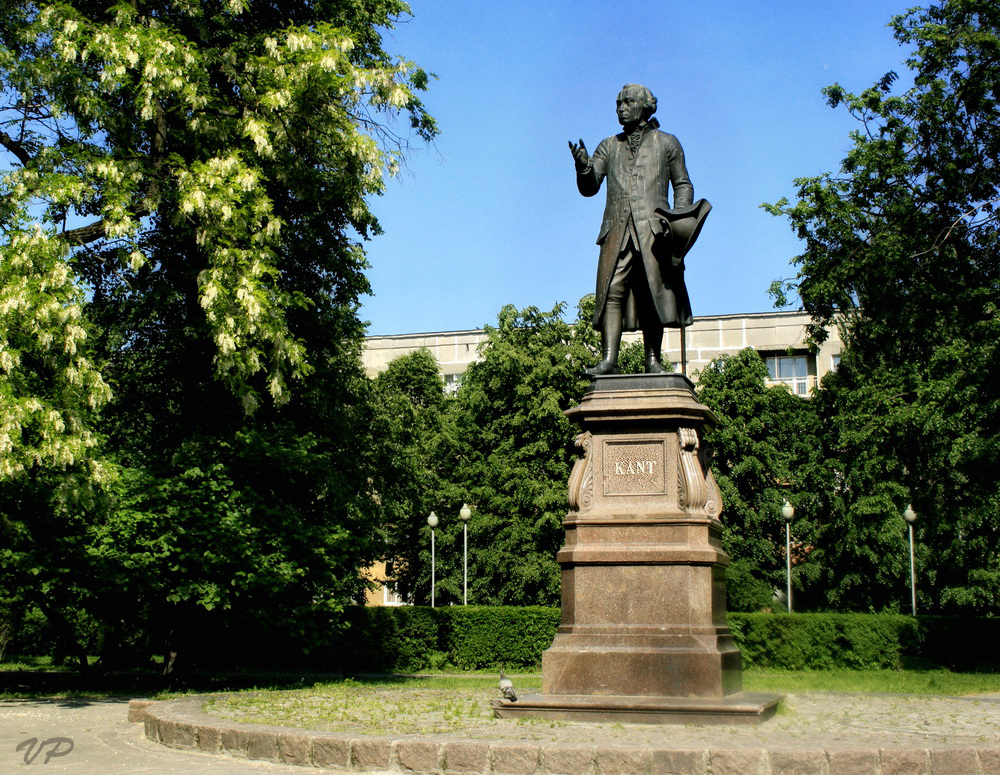
Kant-Denkmal in Kaliningrad

18. Oktober 1864 wurde am Kantberg hinter Kants Garten mit Blick zum Altstädtischen Kirchenplatz das Kant-Denkmal von Christian Daniel Rauch aufgestellt. Friedrich Wilhelm Schubert hielt die Gedächtnisrede. Auch wenn Rauch im Juni 1798, als er noch Lakai der Königin Luise war und mit dem Herrscherpaar auf seiner Huldigungsreise in Königsberg weilte und gegenüber von Kant gewohnt hatte und ihn daher wohl gesehen hat, so kann dennoch davon ausgegangen werden, dass er eine Vorlage benutzte: Die Kantfigur war eine Teilarbeit des Reiterstandbildes Friedrichs des Großen, das 1851 in Berlin Unter den Linden aufgestellt wurde. Nach dieser Vorgabe sollte Rauch dieselbe Statue, auf sechs Fuß vergrößert, nochmals und unverändert zu modellieren. Der fast achtzigjährige Rauch modulierte die Statue aber auf eine acht Fuß hohe Gestalt, also genau seiner lebensgroßen am Friedrichsdenkmal nach. Unter Aufsicht seines Schülers August Kiß wurde das es 1857 – kurz vor Rauchs Tod – von Hermann Gladenbeck in Berlin gegossen. Die Königsberger Kant-Statue stand an der Einmündung der Prinzessinenstraße in Altstädtischen Bergstraße stand es einundzwanzig Jahre lang, unweit seines letzten Hauses in der Prinzessinstraße, bis sie 1885 der Freilegung des Schlosses und dem Ausbau der Schloßstraße weichen musste. Nach einem Entwurf von Friedrich August Stüler war der rote Granitsockel vor einer Pergola mit Rundbögen gestaltet worden. Das Standbild wurde nun auf dem Paradeplatz südwestlich von der Universität neu errichtet. Dort blieb das Denkmal bis in die letzten Monate des Zweiten Weltkrieges. Der Kulturbetreuer von Königsberg sorgte sich um das wertvolle Denkmal und bat Marion Gräfin Dönhoff, es sicher zu verstecken. Daraufhin wurde es im Park von Schloss Friedrichstein, dem 20 Kilometer entfernten Stammsitz der Dönhoffs, aufgestellt und vor Ankunft der Roten Armee vergraben. Als man es 1947 zurückbringen wollte, wurde es trotz intensiver Suche nicht wiedergefunden. Der Gräfin, der ZEIT-Stiftung und Friedrich Wilhelm Christians ist die Replik zu verdanken, die vom Bildhauer Harald Haacke geschaffen wurde. Der alte Sockel war noch vorhanden und hatte zwischenzeitlich einer Büste Ernst Thälmanns gedient. Am 27. Juni 1992 schließlich wurde im Rahmen einer Zusammenkunft einiger deutscher und russischer Kantianer das neue Denkmal gegenüber seinem alten Platz, rechts vor der Neuen Albertina aufgestellt. Im Hintergrund des Denkmals steht nicht mehr das beseitigte frühere Stadttheater, sondern ein Plattenbau. Im Jahr 2018 wurde das Denkmal mit rosa Farbe beschmiert. Nationalistische Aktivisten hatten mehrere Aktionen initiiert, nachdem Pläne bekannt geworden waren, den Kaliningrader Flughafen nach Kant zu benennen. Die Wahl fiel 2019 nicht auf Kant, sondern auf Zarin Elisabeth.

## Kant-Gedenktafel in Königsberg (1904–1945)

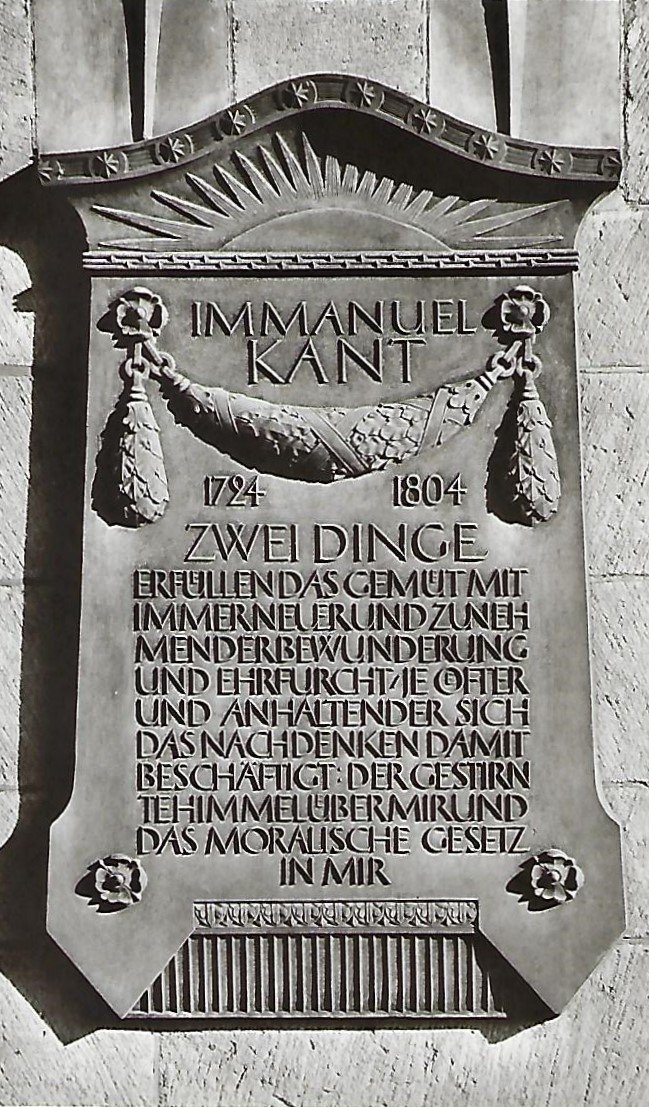
Gedenktafel in Duisburg

Am 12. Februar 1904 – dem 100. Todestag Kants – wurde am Königsberger Schloss eine in Bronze ausgeführte Gedenktafel, entworfen von Friedrich Lahrs, an der Zyklopenmauer rechts vom Westeingang (Gesekus-Platz) der Öffentlichkeit übergeben. Sie enthielt einen Satz aus dem Beschluss der Kritik der praktischen Vernunft:

„Zwei Dinge erfüllen das Gemüt mit immer neuer und zunehmender Bewunderung und Ehrfurcht, je öfter und anhaltender sich das Nachdenken damit beschäftigt: Der bestirnte Himmel über mir und das moralische Gesetz in mir.“

Die Originaltafel ging wie so vieles 1945 verschollen. 1955 anlässlich der 700-Jahr-Feier der Stadt Königsberg in der Patenstadt Duisburg wurde eine Replik der Kant-Tafel im Brunnenhof des Duisburger Rathauses enthüllt. 1994 wurde eine zweisprachige Kant-Tafel in Kaliningrad im nördlichen Auslauf der neuen Brücke über den Pregel Richtung Hotel Kaliningrad angebracht.

## Museen

### Kant-Museum im Stadtgeschichtlichen Museum Königsberg (1928–1944)
Bei der Königsberger Kant-Feier (1924) wurde als Grundstock einer musealen Kant-Gedenkstätte in der Stadtbibliothek Königsberg ein Kant-Zimmer mit Andenken an den Philosophen eingerichtet. 1928 wurden die Stücke in das Stadtgeschichtliche Museum überführt. Museumsdirektor Eduard Anderson und ab 1938 sein Nachfolger Fritz Gause trugen die Kantiana mühevoll zusammen. 1938 wurde die Sammlung in erweitertem Rahmen als Kant-Museum in fünf Räumen im Erdgeschoss neu aufgestellt. Leihgeber waren die Staats- und Universitätsbibliothek Königsberg, die Stadtbibliothek, das Prussia-Museum, die Albertus-Universität Königsberg und die Gesellschaft der Freunde Kants. Das Museum zeigte persönliche Gegenstände Kants, wie seinen Hut, seinen Gehstock und seine Handschuhe, silberne Esslöffel, die Tischglocke, sein Schreibpult, von Kants frühestem Brief bis zu seinem letzten Federstrich, die Totenmaske, zahlreiche Bildnisse, Büsten, die Bibel mit handschriftlichen Eintragungen und Manuskripte aus Kants Nachlass. Wie reich das Museum ausgestattet war, zeigt ein Katalog aus dem Jahre 1936. Die meisten Artefakte gingen im Zweiten Weltkrieg verloren.

### Kant-Museum im Königsberger Dom (seit den 1990er Jahren)
In den 1990er Jahren wurde im Dom auf mehreren Etagen ein Kant-Museum eingerichtet, das mit Exponaten ausgestattet wurde, die zuvor in der Kaliningrader Universität gezeigt worden waren.

### Geplantes Kant-Museum in Lüneburg (ab 2025)
2018 wurde bekannt, dass eine Erweiterung des Ostpreußischen Landesmuseums in Lüneburg die erste Dauerausstellung in Deutschland zu Kant beherbergen soll. Auf einem Parkplatz neben dem bisherigen Gebäude sollte bis zum 300. Geburtstag Kants im Jahr 2024 ein Neubau entstehen, zunächst mit ca. 700 Quadratmetern, später mit ca. 500 Quadratmetern Museumsfläche geplant. Der Eröffnungstermin musste wegen der Corona-Pandemie, dem Ukraine-Krieg, Kostensteigerungen, Umplanungen und einer nun notwendigen Sonderausstellung zu Kants Jubiläum nach und nach auf 2025 verschoben werden.

## Postume Ereignisse

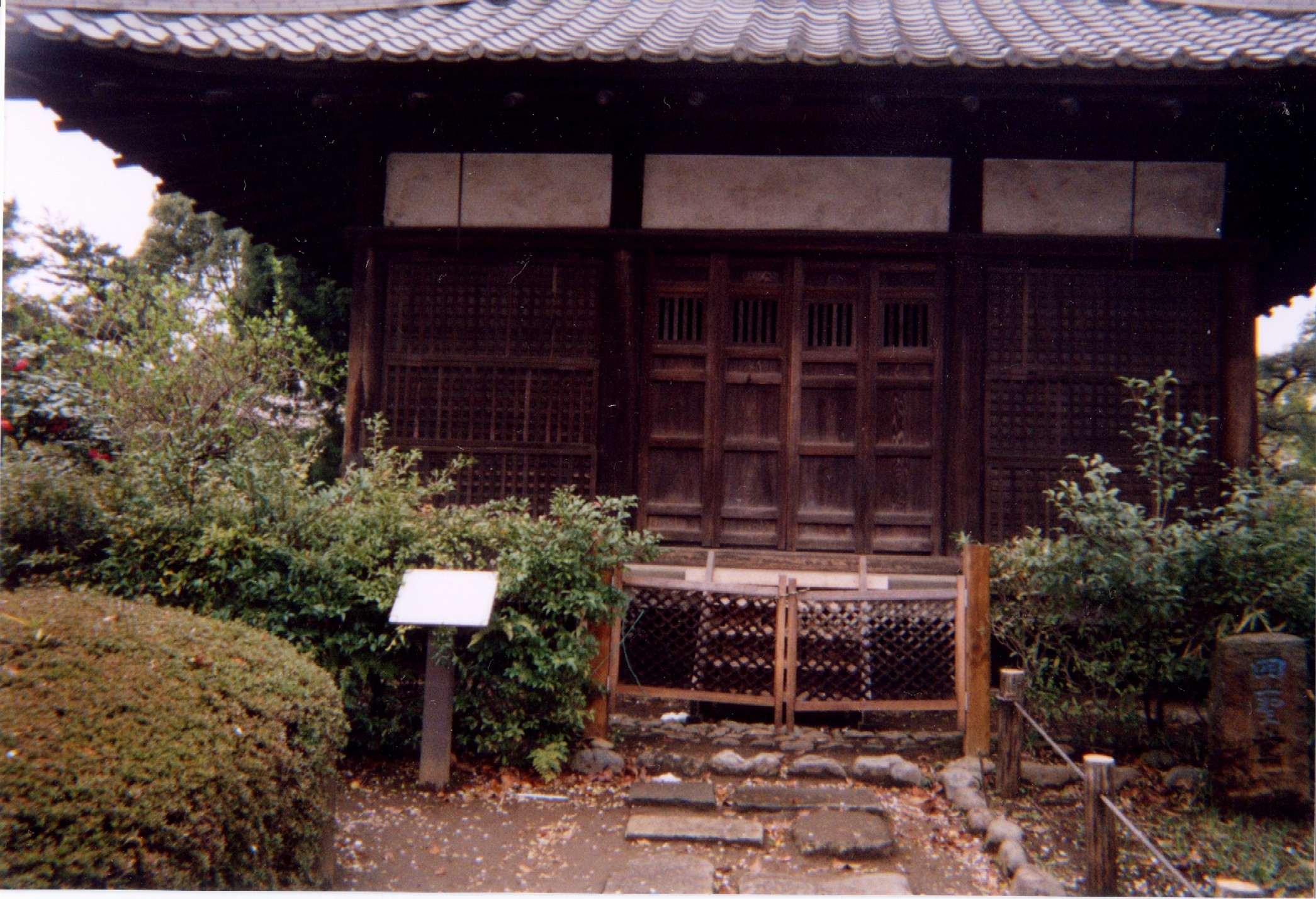
Shiseidō, die „Halle der Vier Weisen“, wörtlich übersetzt: die „Halle der Vier Heiligen“ im Tokioer Philosophie-Park, ersonnen von Inoue Enryō

- 1822: Kant-Stiftung, jährliche Kant-Feier der Albertus-Universität Königsberg an Kants Todestag: 12. Februar
- 1864 (Oktober): Kant-Denkmal von Christian Daniel Rauch in Königsberg
- 1880: Exhumierung von Immanuel Kant
- 1893: Abbruch von Kants Wohnhaus
- 12. Februar 1904 (Jahrestag des 100. Todestages): Enthüllung der Tafel „Der bestirnte Himmel …“ am Königsberger Schloss mit einer Kant-Ausstellung in Königsberg
- 1904–1916: symbolische Wand und Bildnis in Tempeln des Philosophie-Parks in Tokio (Japan) gemeinsam mit Buddha, Konfuzius und Sokrates
- 22. April 1924: Jahrestag des 200. Geburtstages mit dem neuen Kant-Grabmal von Friedrich Lahrs und einem Festakt in Königsberg
- 1926: Briefmarke der Deutschen Reichspost
- 1927–1929: Kant-Zimmer im Stadtgeschichtlichen Museum in Königsberg [Aufbau der Sammlung], 1938 Erweiterung zu Kant-Museum
- 1929: Das „Kant-Häuschen“[A 13] in Moditten als Gedenkstätte
- 1935: Benennung des Mondkraters Kant
- 1944: Zerstörung aller Gebäude in der Königsberger Innenstadt, die einen Bezug zu Kant hatten, bei den britischen Luftangriffen im August 1944 (Dom, Alte Universität, Kneiphöfsches Rathaus). Nur das Kenotaphion am Dom blieb erhalten.
- 1944 Auslagerung des Kant-Denkmals nach Schloss Friedrichstein (Ostpreußen), seit 1945 verschollen
- 1954: 150. Todestag von Kant, Enthüllung einer Nachbildung der Tafel „Der bestirnte Himmel …“ in Duisburg (Patenstadt für Königsberg/Pr.)
- 1961: Dauerbriefmarke der Deutschen Bundespost aus der Briefmarkenserie „Berühmte Deutsche“
- 1969: Einweihung des Kant-Denkmals von Knud Knudsen in Rüsselsheim, Immanuel-Kant-Gymnasium
- 1974: Briefmarke der Deutschen Bundespost zum 250. Jahrestag von Kants Geburt
- 22. April 1974 (Jahrestag des 250. Geburtstages): Erste Kant-Konferenz und Eröffnung eines neuen Kant-Museums in Kaliningrad
- 27. Juni 1992: Wiedererrichtung des Rauchschen Kant-Denkmals (in Deutschland hergestellte Replik) in Kaliningrad
- 1. September 1993: Enthüllung einer deutsch-russischen Gedenktafel „Der bestirnte Himmel …“ in Kaliningrad
- 22. Februar 1997: Namensgeber für den Asteroiden (7083) Kant
- 8. Juli 2005: Kant wird Namenspatron der Kaliningrader Staatlichen Universität, seit 2012 Baltische Föderale Universität Immanuel Kant

## Anmerkungen

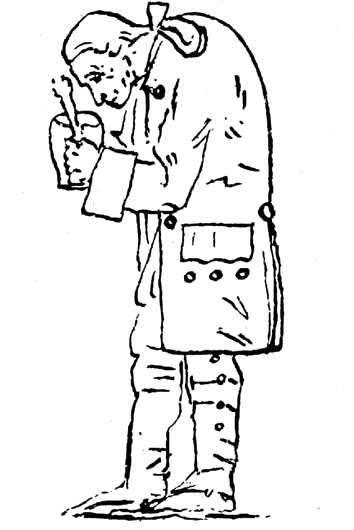
Kant rüht im Mörser Senf an, Federzeichnung nach Hagemann 1801

## Bohnenmahl
1804 beschlossen die Freunde Kants, jeweils zu seinem Geburtstag am 22. April zu einem Erinnerungsfest zusammenzukommen. Daraus entwickelte sich die Gesellschaft der Freunde Kants. 1814 schlug der Astronom Friedrich Wilhelm Bessel vor, denjenigen, der im nächsten Jahr vor dem Festessen die Rede halten sollte, durch eine Bohne zu bestimmen, die in dem als Nachtisch gereichten Kuchen versteckt wurde. Wer das Kuchenstück mit der Bohne erhielt, wurde der Bohnenkönig und musste die nächste Rede ausrichten. Diese Tradition hat sich bis heute gehalten: nach 1945 in Göttingen und später Mainz. Seit 2008 begehen „Freunde Kants und Königsbergs“, aus denen 2011 die Gesellschaft der Freunde Kants und Königsbergs e. V. hervorging, den Geburtstag des Philosophen gemeinsam mit russischen Kant-Freunden im jetzigen Kaliningrad.